# Santuario di Nostra Signora della Misericordia (Campo Ligure)
Il santuario di Nostra Signora della Misericordia era un edificio di culto cattolico situato nel comune di Campo Ligure, in via della Libertà, nella città metropolitana di Genova. Fu completamente distrutto da una frana il 22 ottobre 2019.

## Origini

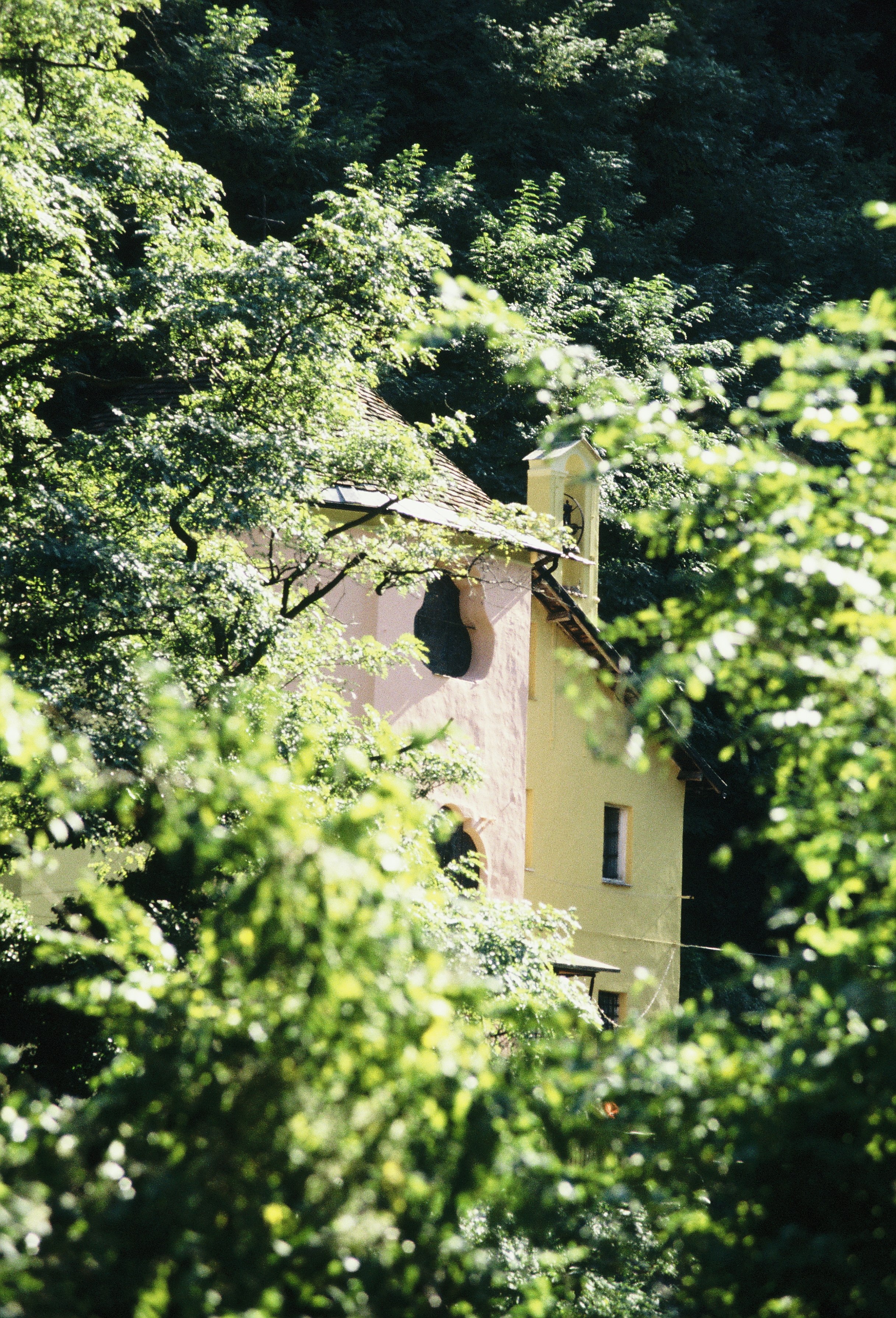
1983 Settembre, La Cappelletta da un'altra prospettiva

Secondo la tradizione fu il mercante campese Michele Prasca che nel 1640,  precipitato nel sottostante torrente Stura insieme al cavallo “… così da dovervi lasciare la vita… ne uscì mirabilmente illeso per aver invocato l’aiuto della Madonna” che provvide a far edificare una prima, rustica pila, sulla quale fu collocata l’immagine della Madonna.

## Il XVIII secolo
Successivamente un discendente del detto Michele, l’armatore campese Benedetto Prasca, ampliò ed arricchì tale costruzione realizzando una piccola cappella, che divenne per i campesi, ed è ancora, la “Cappelletta” per antonomasia. L’iscrizione marmorea recante la data 26 ottobre 1741 è, con ogni probabilità, da riferirsi a questa fase edificatoria.

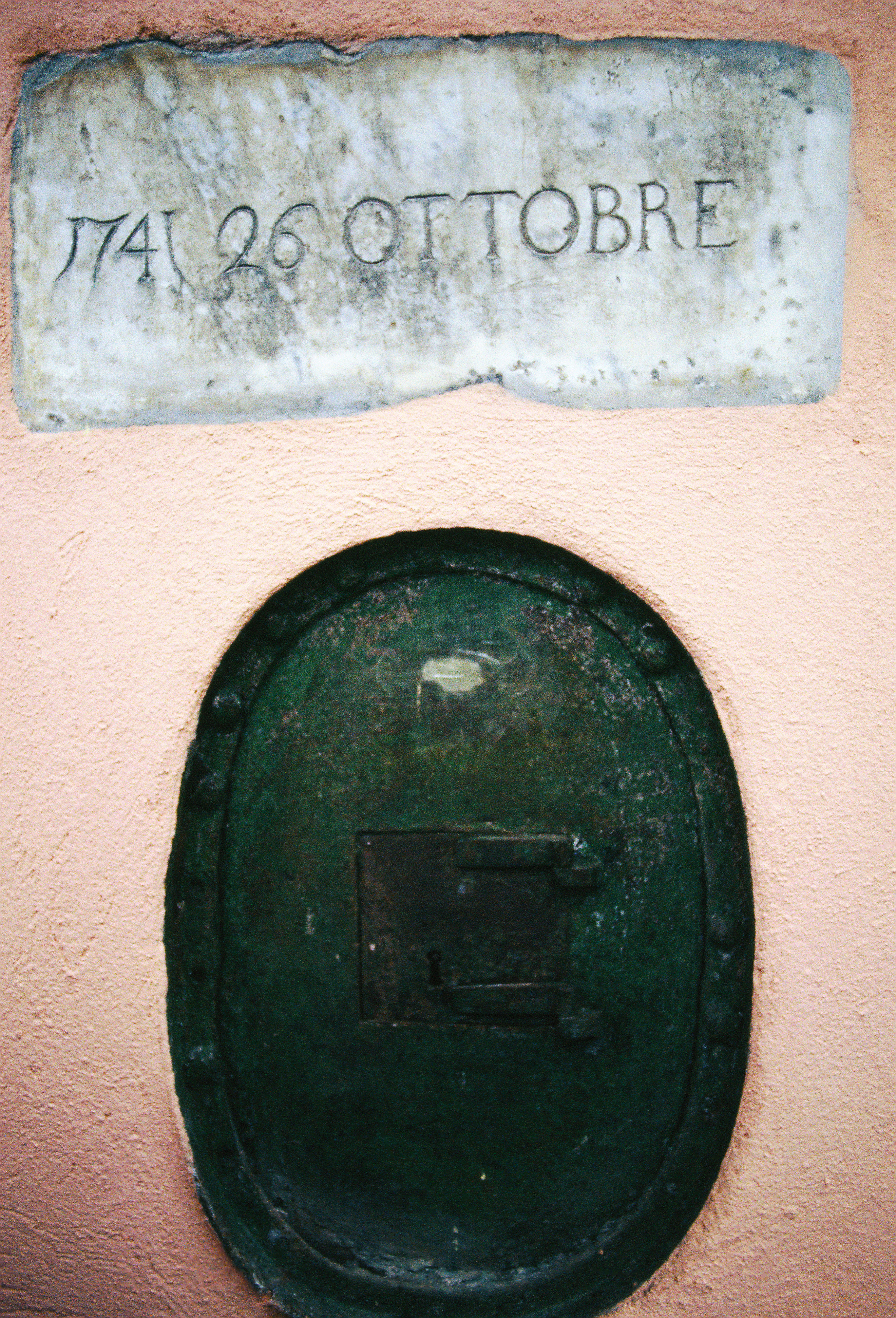
26 Ottobre 1741, fondazione della Cappelletta

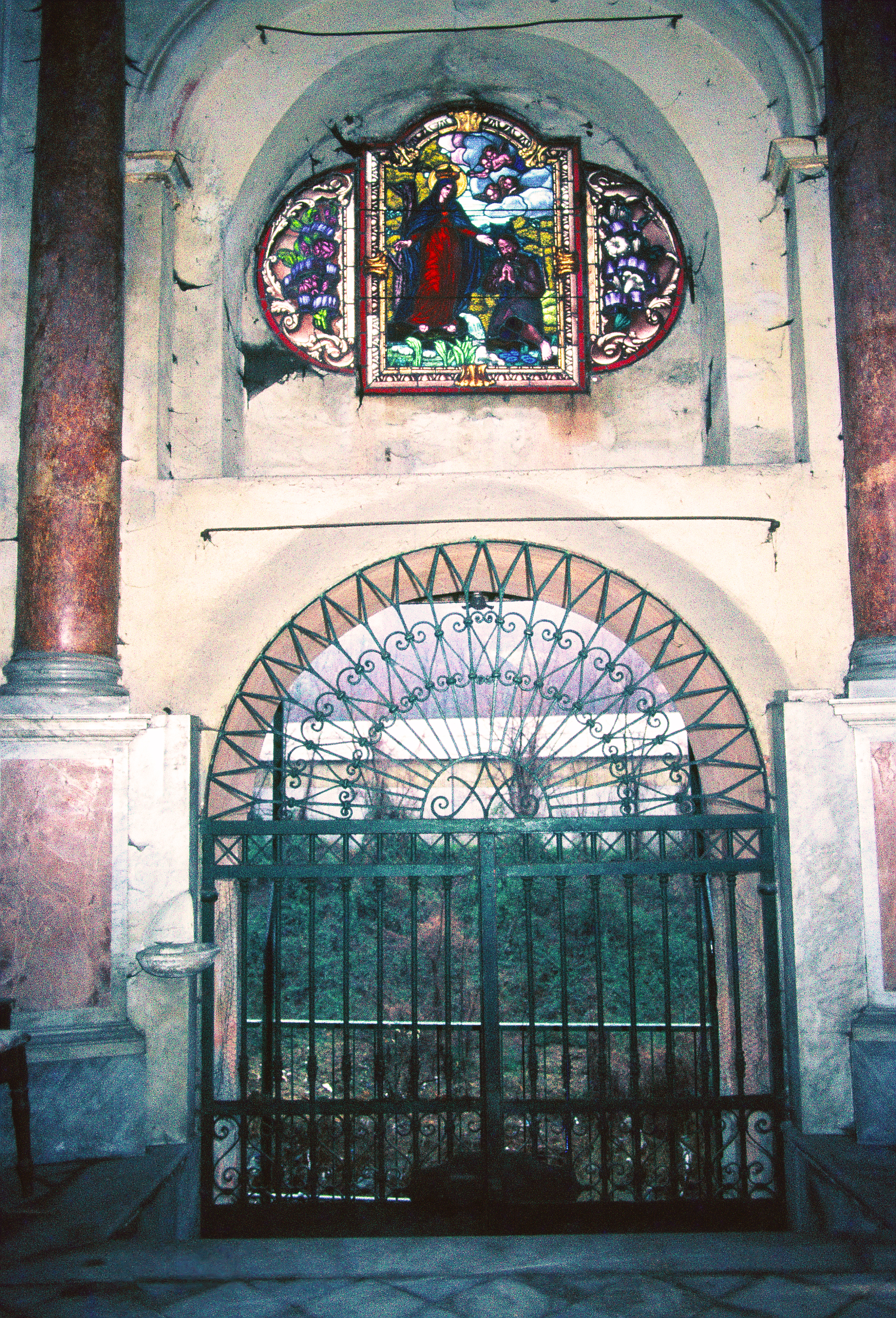
1983, La Cappelletta, il cancello lato interno prima del restauro

La Cappelletta venne visitata dal Vescovo di Acqui, mons. Giambattista Rovero, nel 1744 e di essa si scriveva: “Cappelletta sotto il titolo di N.ra Sig.ra poco distante dal luogo, lì è una statua di marmo rappresentante N. S. ra è chiusa con vetro innanzi. Ha suo serraglio di legno con sua serratura, ne se lì è mai celebrata la S.ta Messa per non essere capace”. 
Anche il Vescovo mons. Ignazio Marucchi giovedì 7 settembre 1752 visitò il tempietto: “Per istrada ha visitato una Cappelletta posta in questo territorio in poca distanza dal luogo, consistente in un sol portico, sotto cui vi è la strada, e vi ha ritrovato sul muro una piccola statua di marmo della B. V. assai divota, con alcune iscrizioni antiche. Non vi si celebra però la messa, né mai si è celebrata, essendo piuttosto pillone che cappelletta…”.
Nel 1787 venne quindi realizzata la parte centrale della costruzione in forme tardo barocche, “…ben atto”, come sottolinea il Leoncini, “..ai riti sacri”.

## Il XIX secolo
L’anno del giubileo 1826 vennero costruiti l’abside e l’altare neoclassico in stucco lustro, ed edificata la sacrestia.
Con delibera del 19 aprile 1864, il Consiglio di Fabbriceria decise di costruire le due rampe d’accesso al Santuario,  una sola delle quali è ancora abbastanza simile a quella originaria: la rampa verso il paese venne sostituita con una scalinata in cemento armato allorché furono necessari gli interventi di contenimento di una frana, dopo l’alluvione del 1977.
Tra il 1877 e il 1879 furono apportate notevoli migliorie al Santuario ad opera del canonico Bartolomeo Ponte, “Depositario” dello stesso. Nel 1879 vennero posti i nuovi cancelli all’entrata del Santuario. Nel 1883 viene costruito, a fianco della Cappelletta, l’alloggio per il custode “contro chi osasse, come già avvenne per lo addietro, derubare gli arredi sacri del Santuario stesso”. Una piccola campana per il Santuario fu donata da don Giuseppe Paladino per cui venne costruito un piccolo campanile a vela per l’alloggiamento della stessa.
Nel 1876, san Giovanni Bosco, di passaggio per Campo Ligure, durante il suo viaggio verso Varazze, ove avrebbe inaugurato il nuovo Collegio salesiano, celebrò messa nella “Cappelletta”: un quadro-ritratto di don Bosco, opera del pittore campese Gio Batta Macciò jr. ricorda quell’antico avvenimento.

## Il XX secolo
Con deliberazione del 20 luglio 1903 venne dato incarico al marmista Francesco Galeotti di Savona di costruire l’altare in marmo, di rivestire in marmo la base delle colonne (in “stucco lustro”) ed il pavimento del presbiterio e di procedere ad altri lavori minori, per una cifra totale di lire 2.052. 

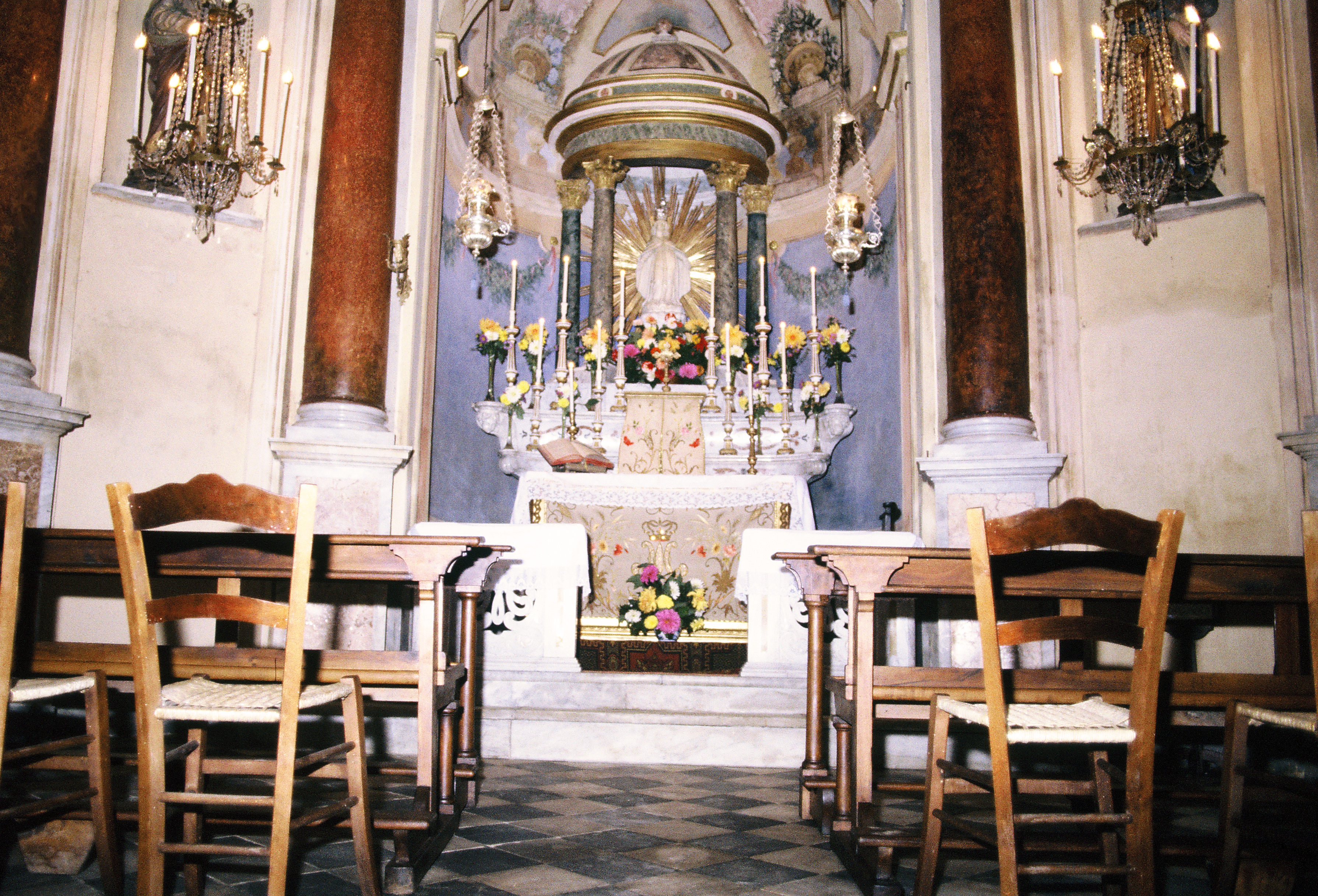
La Cappelletta, l'interno

Nel 1915 furono poste nelle due nicchie vuote ai lati dell’altare le statue di Sant'Anna e di Santa Lucia sostituite successivamente da quelle di San Giuseppe e Maria Maddalena.
Nel 1924 vennero acquistata dalla ditta Macario di Torino le due artistiche vetrate policrome che adornano la facciata e in quegli anni il campese Cesare Peloso decorò e affrescò l’interno del Santuario.
Una statua di Santa Rita da Cascia, posta in una nicchia ai lati dell’ingresso, portava con sé la celebrazione caratteristica della “Benedizione delle rose” il 22 maggio, mentre il 5 agosto, festa della Madonna della Neve, vi si celebrava la santa Messa.

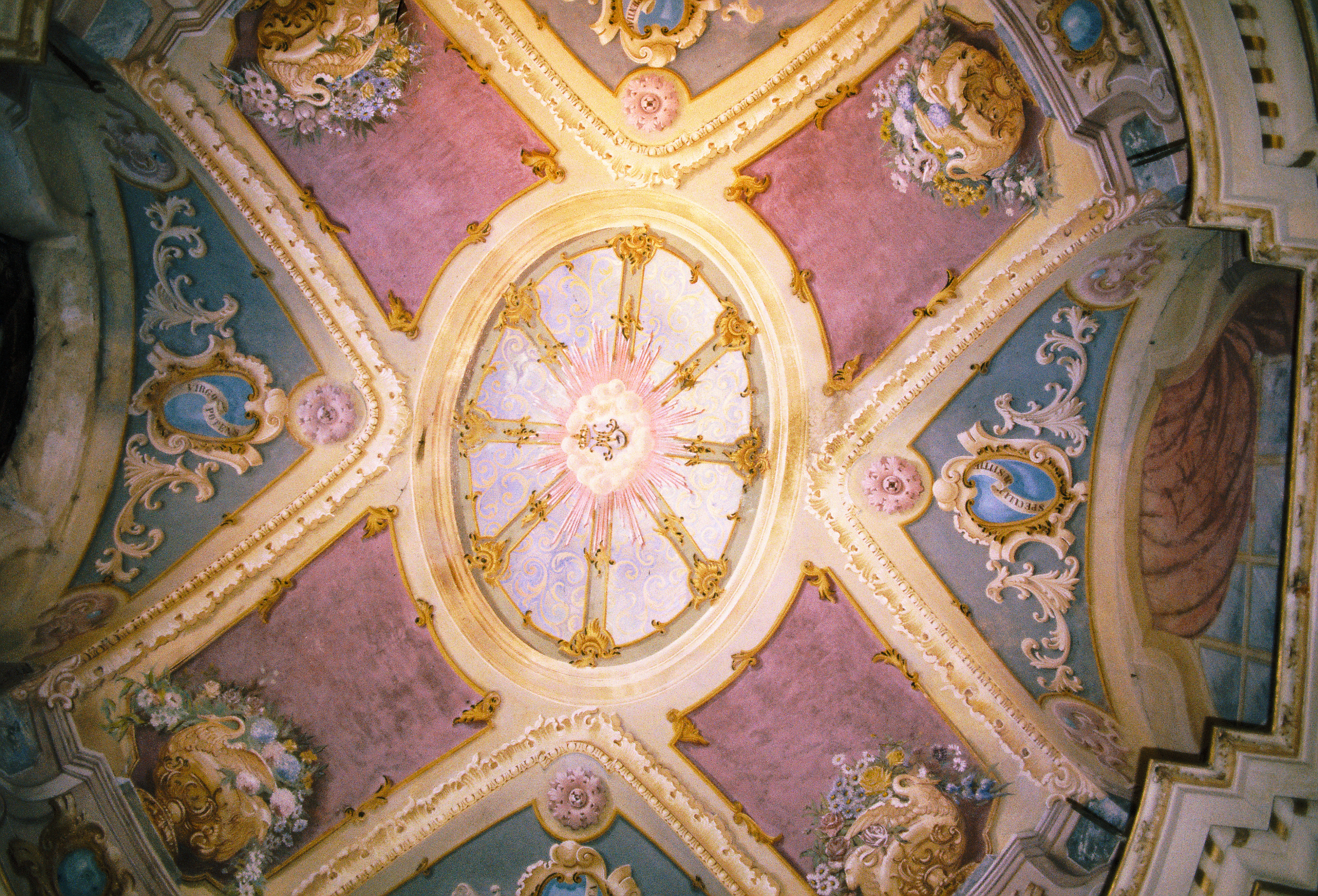
La cappelletta, a volta affrescata

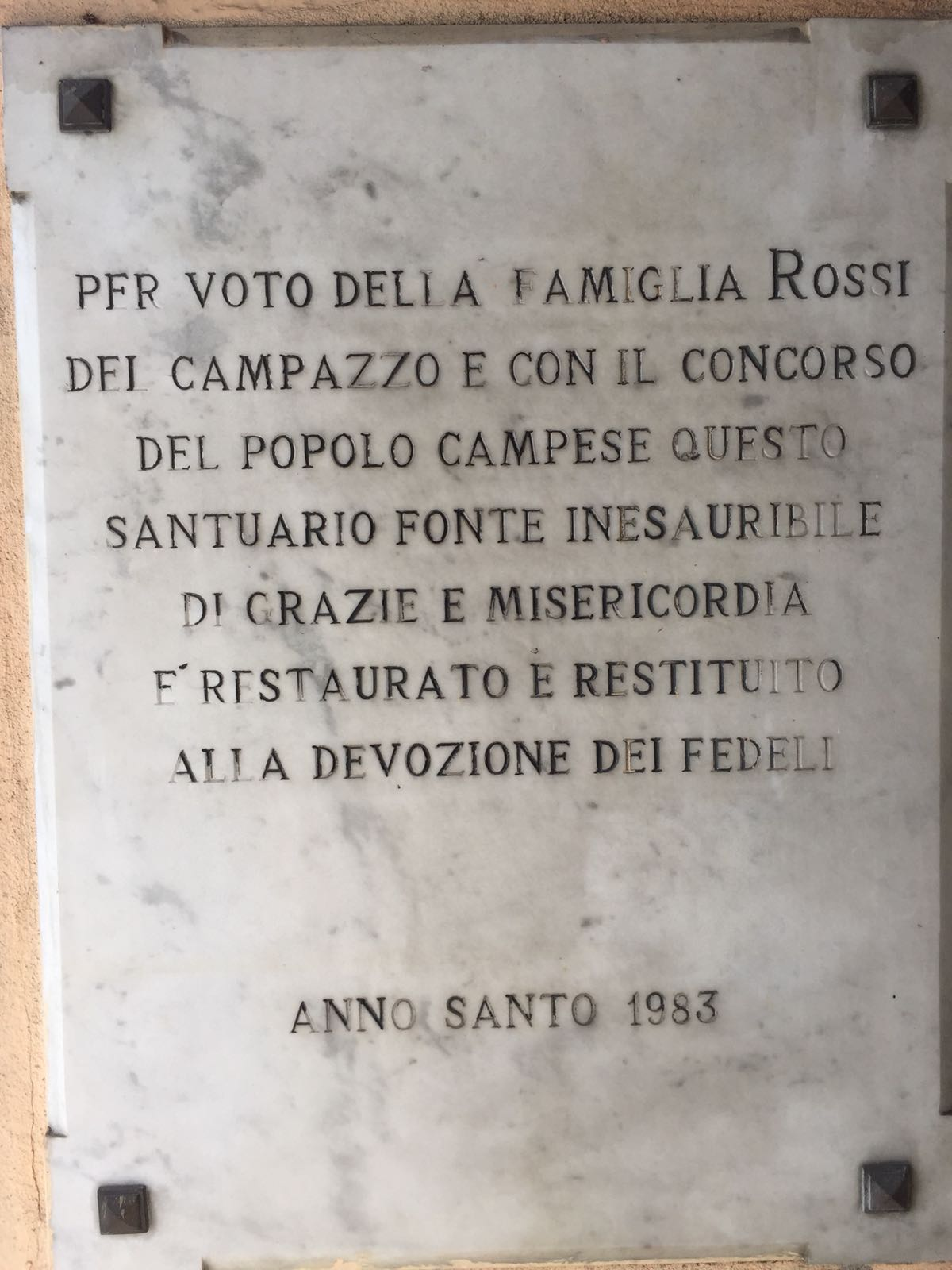
Lapide votiva Famiglia Rossi, 1983

Nel 1983, per voto della famiglia Rossi del Campazzo, venne costituito un Comitato che provvide a lavori di restauro conservativo dell’intero edificio, sotto l’egida della Soprintendenza genovese. Restaurate e dipinte le facciate, si provvide, all’interno, alla pulitura dei marmi e al restauro delle statue e degli stucchi. Il prof. Luigi Fontana riprese gli affreschi a suo tempo eseguiti dal campese Cesare Peloso. 

### La frana del 22 ottobre 2019
Alle prime ore del mattino di martedì 22 ottobre 2019, una frana staccatasi dal monte soprastante ha provocato il crollo integrale, irreparabile, dell’antico santuario, che è stato travolto e trascinato sulla sottostante Strada statale 456 del Turchino. 
Nelle 24 ore precedenti erano state misurate precipitazioni molto elevate, tutte concentrate sul centro della regione Liguria.
I lavori che hanno permesso la rimozione della frana sono stati condotti lavorando sulle varie porzioni di terreno partendo dalla fascia più alta del moto franoso per scendere poi verso il basso, su quella che una volta era la base della chiesa. La mattina di sabato 26 ottobre è stata rinvenuta, intatta, la statua delle Madonna della Misericordia, mentre non si ha notizia del ritrovamento di altri reperti trovati intatti, salvo la campana, che da subito era emersa, stante la sua posizione elevata, dal cumulo delle macerie.

## Galleria d'immagini

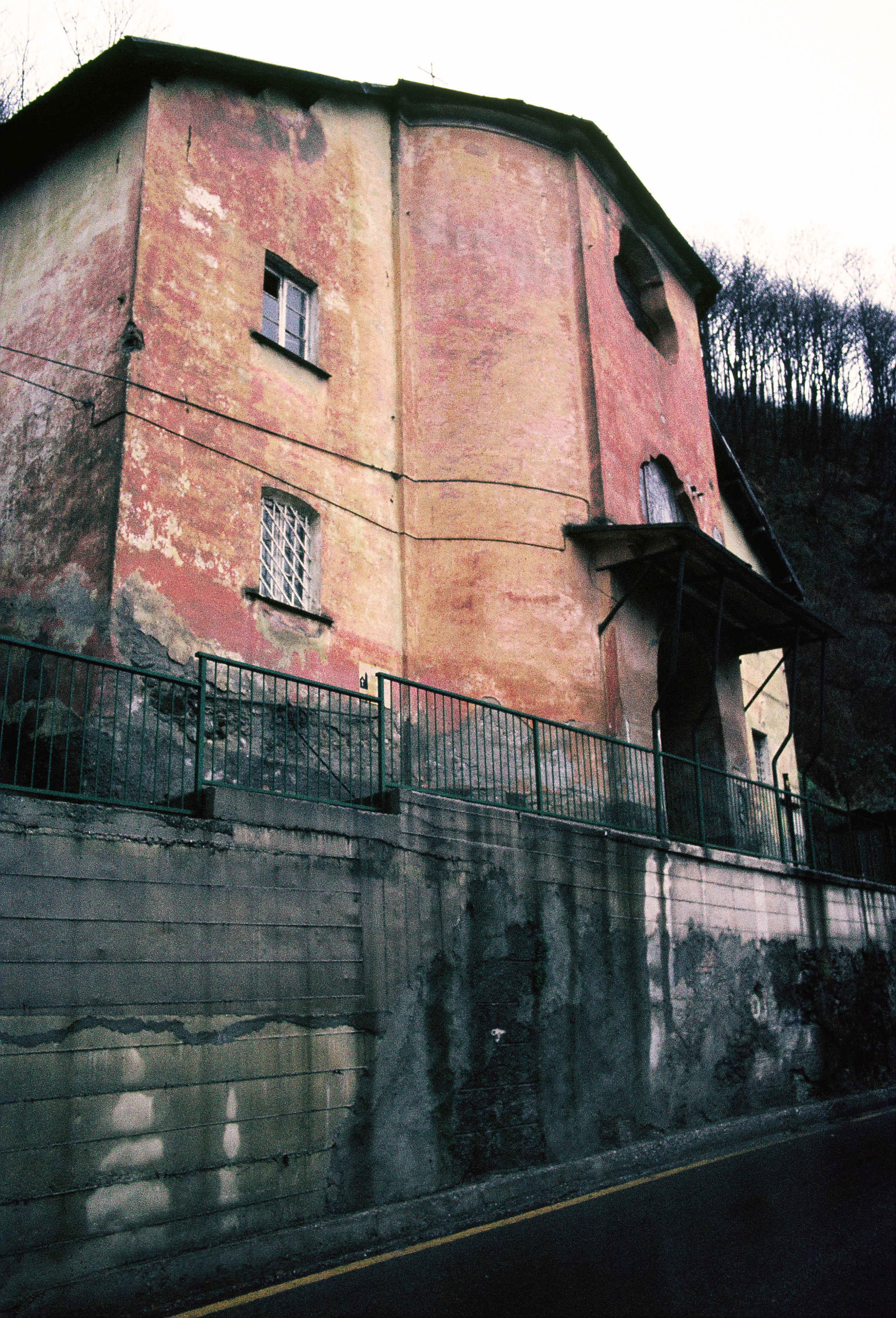
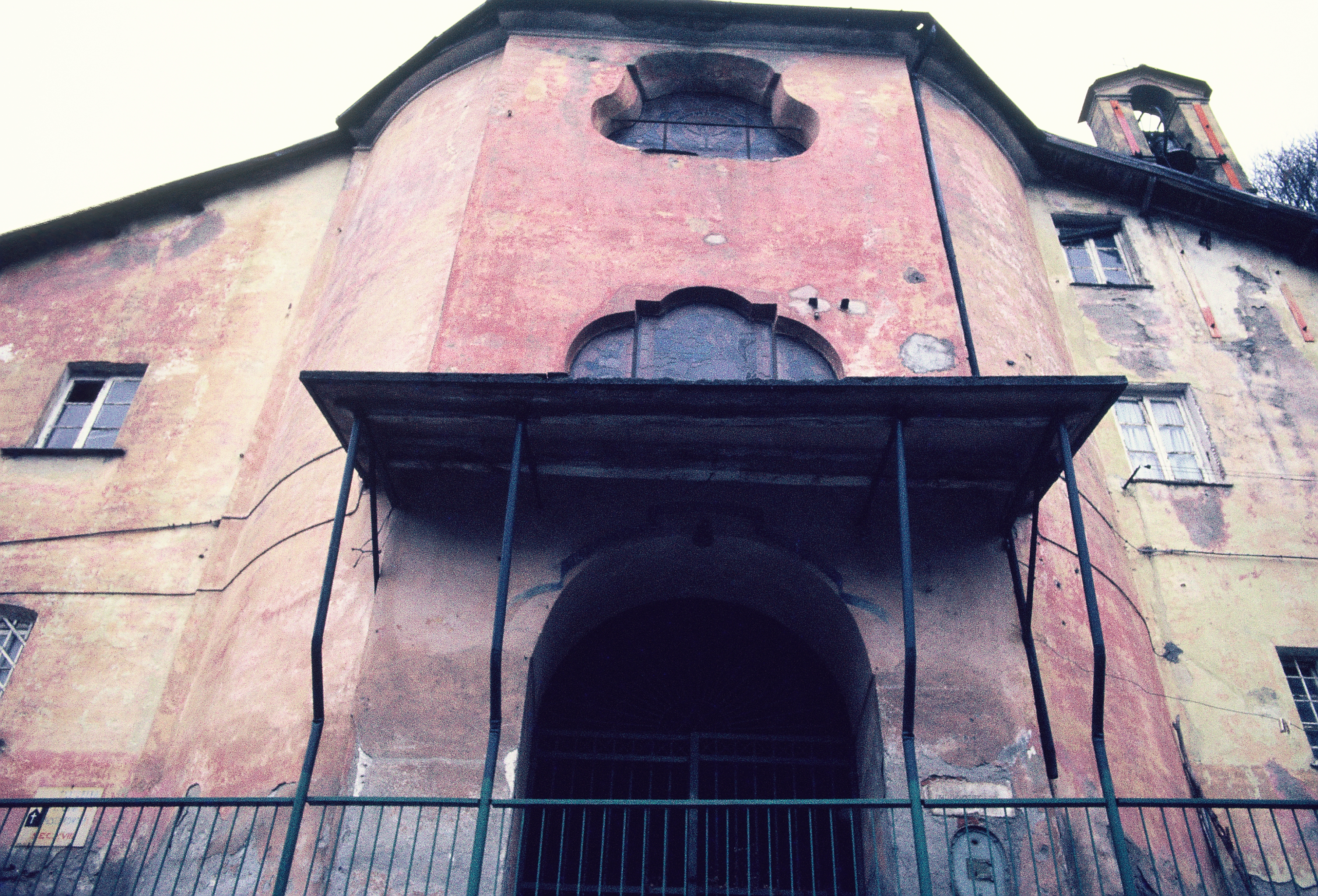
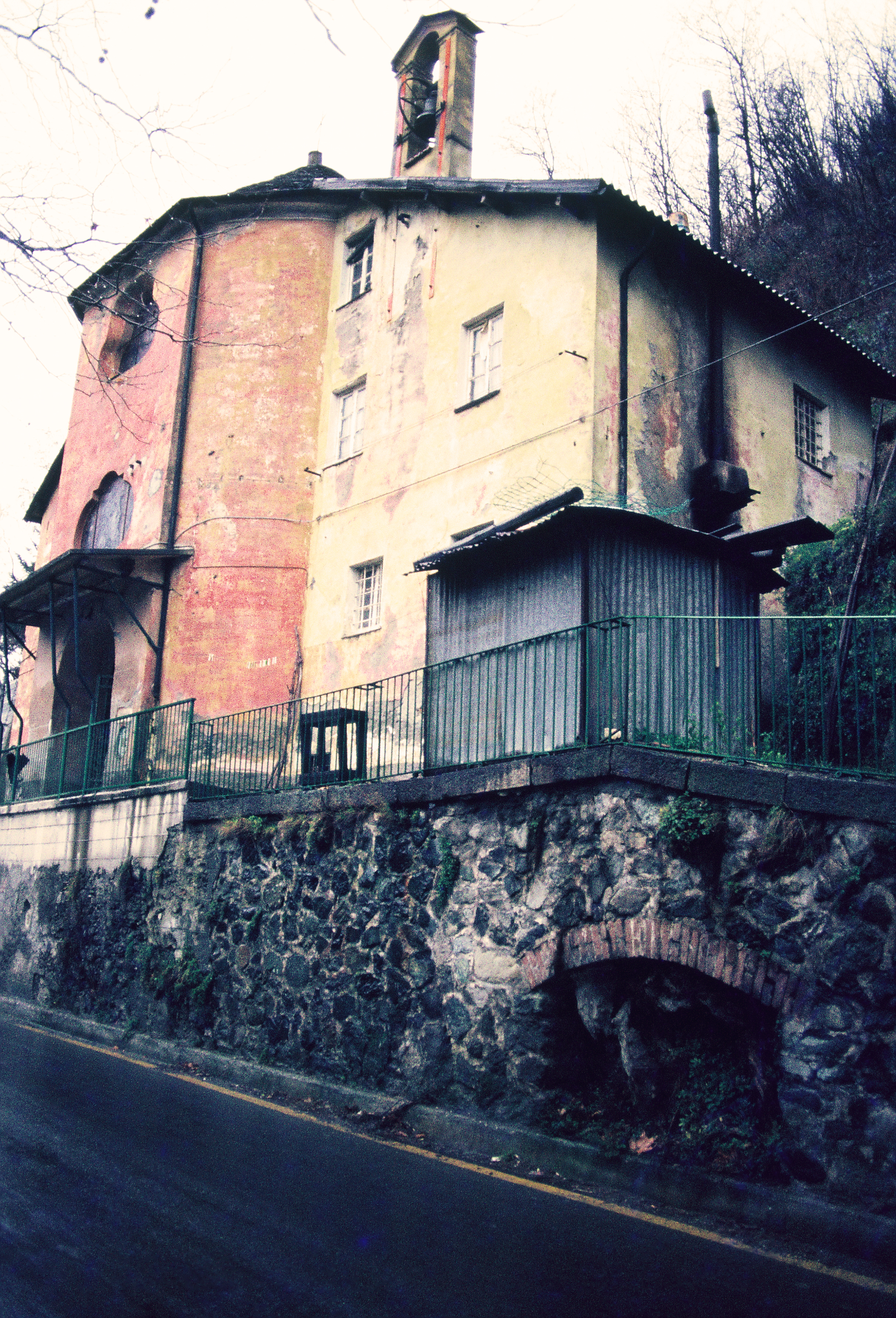
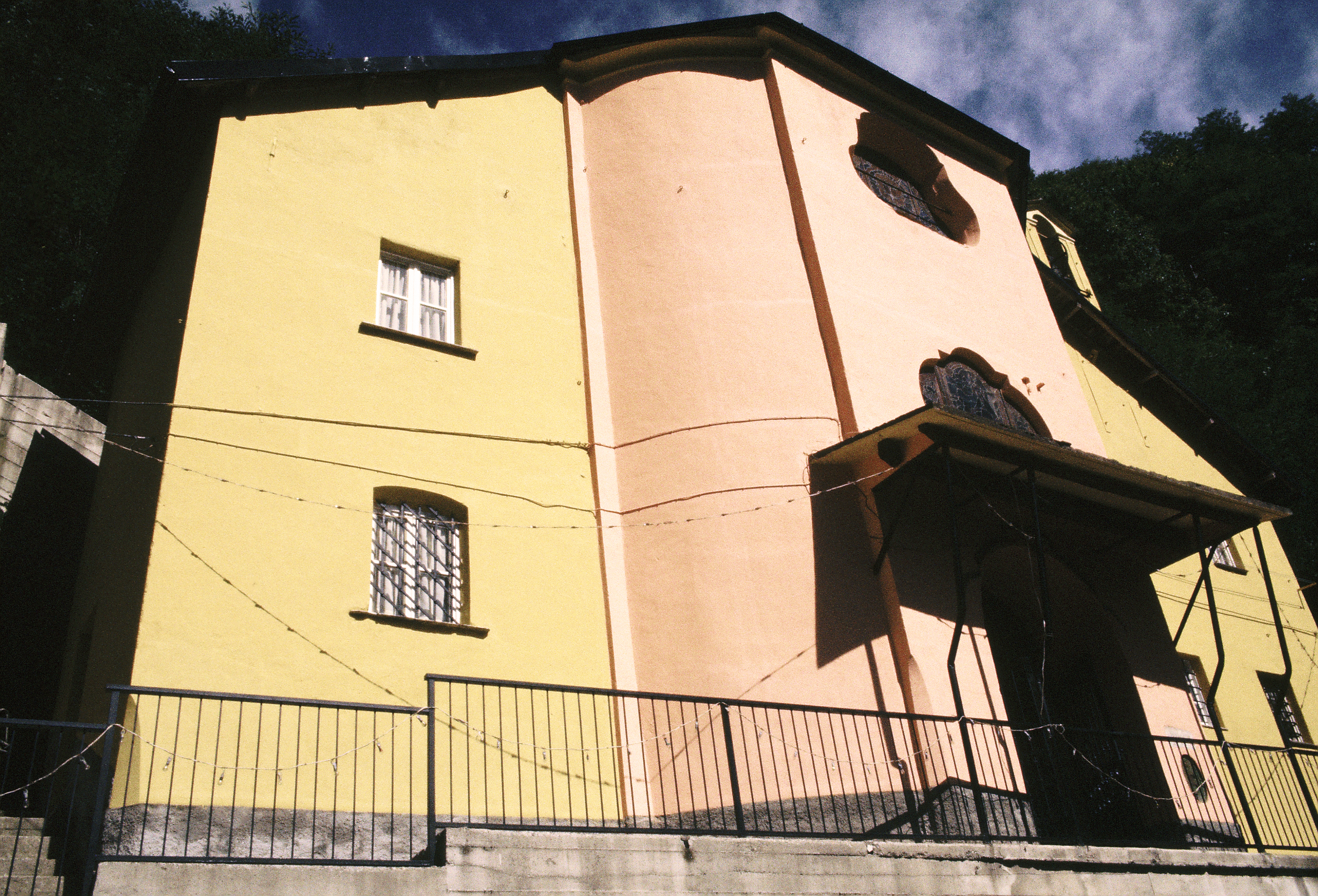
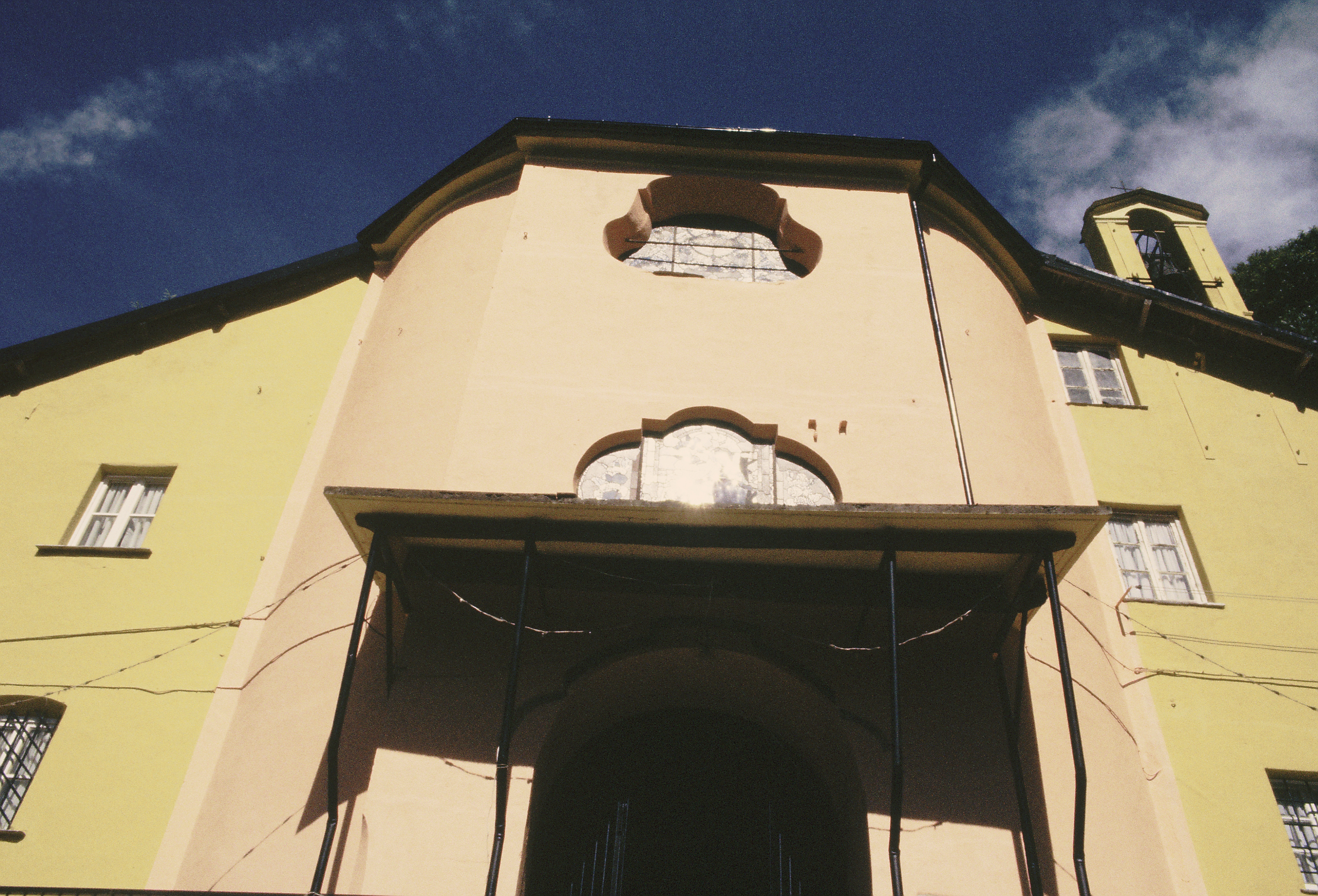
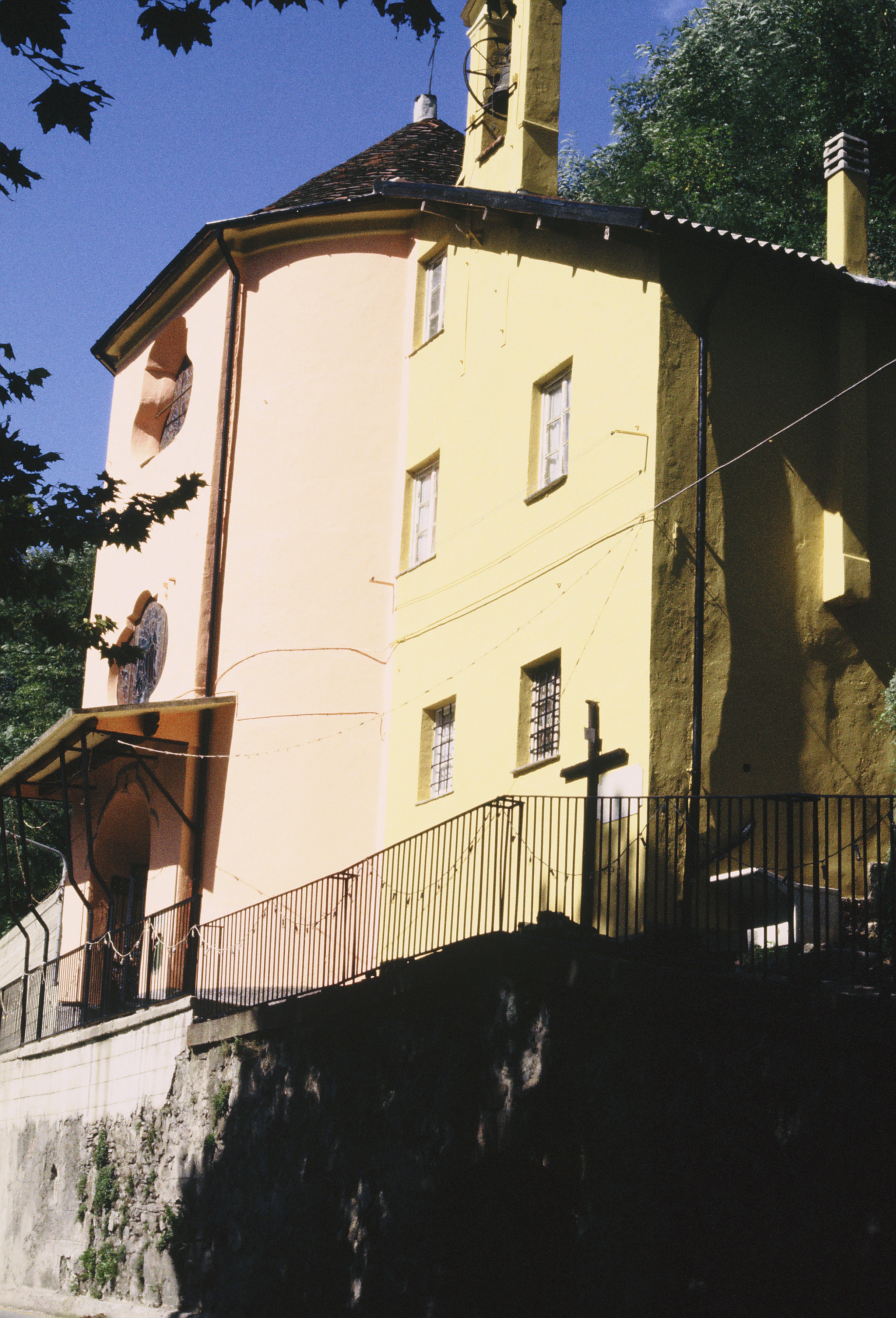
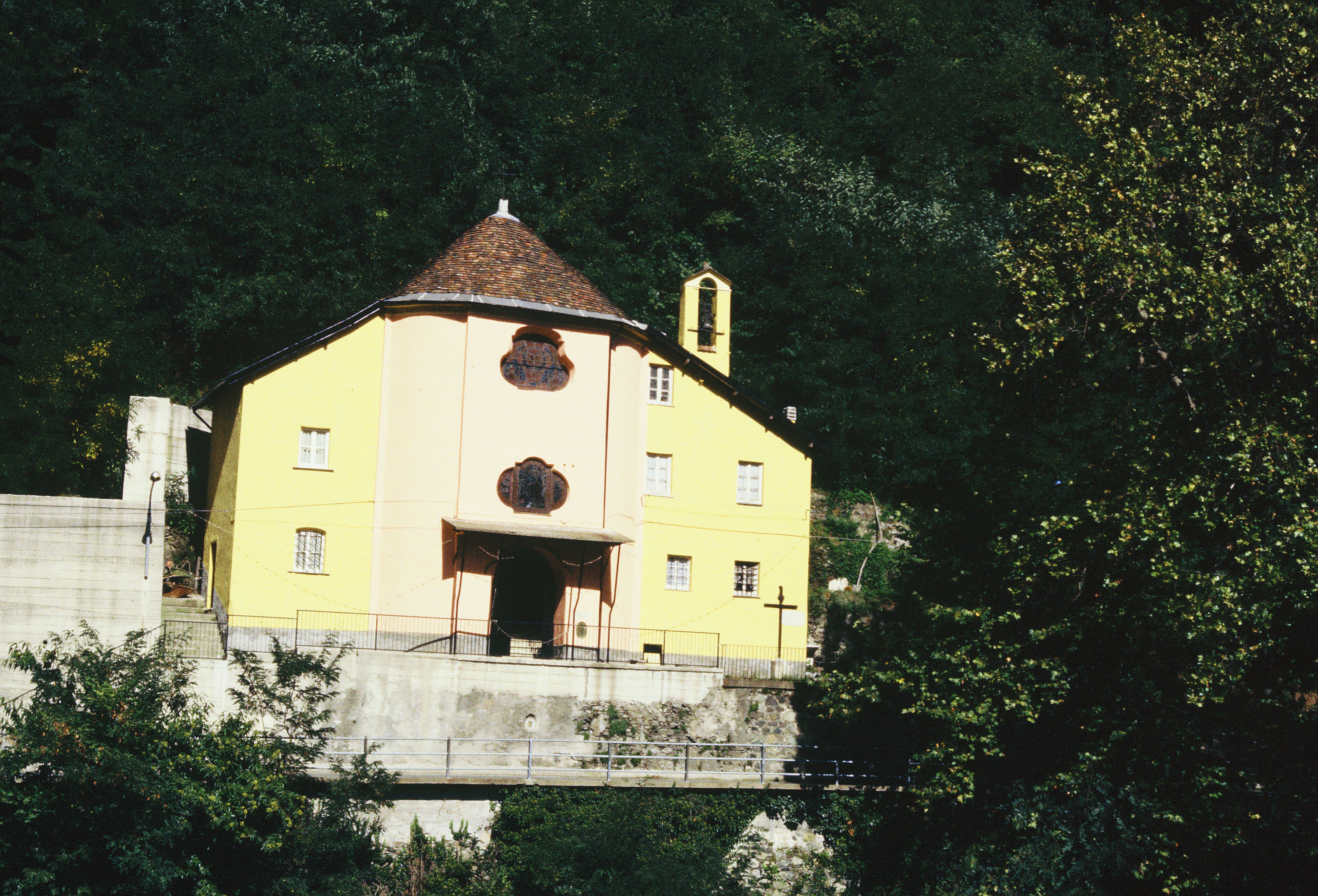
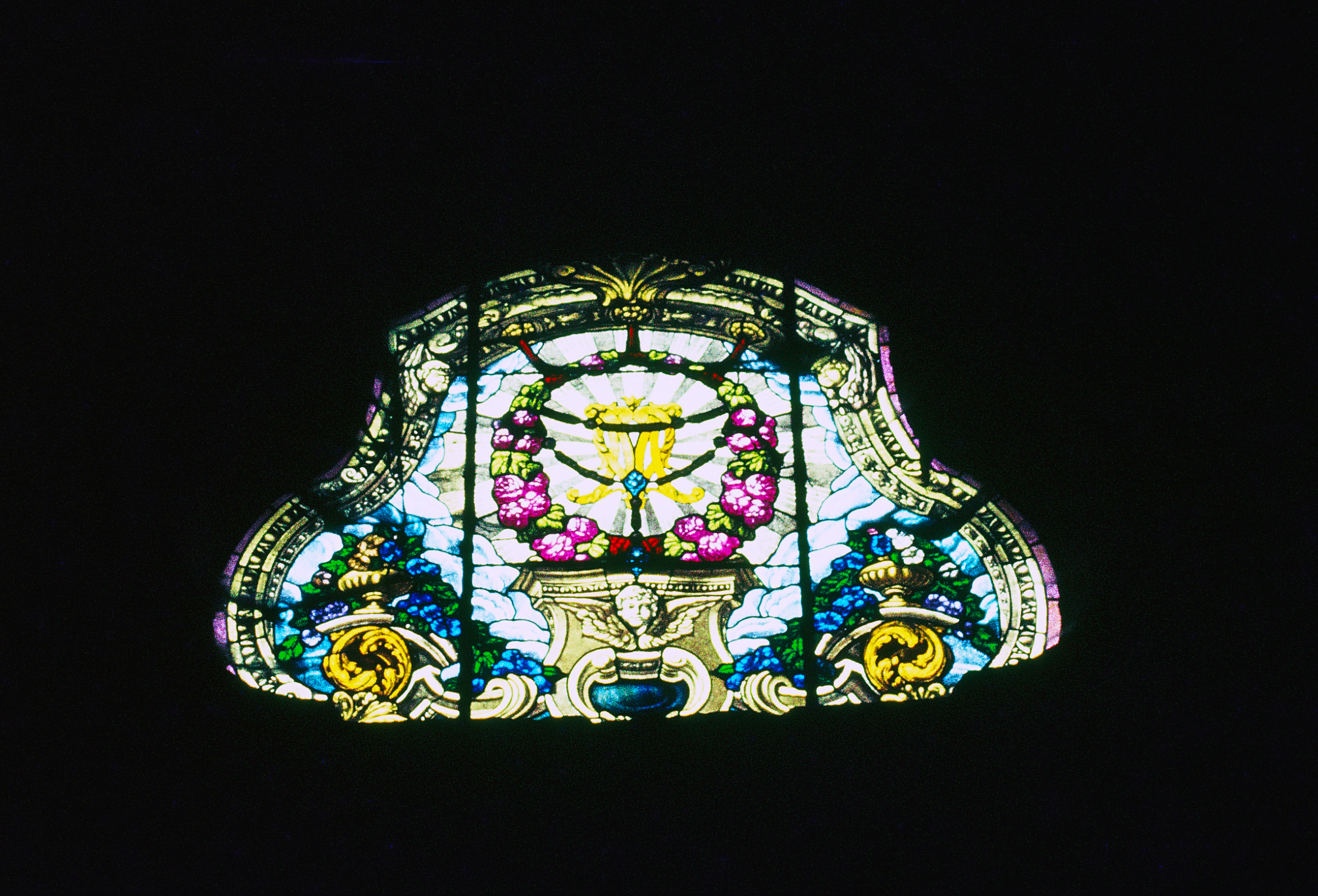
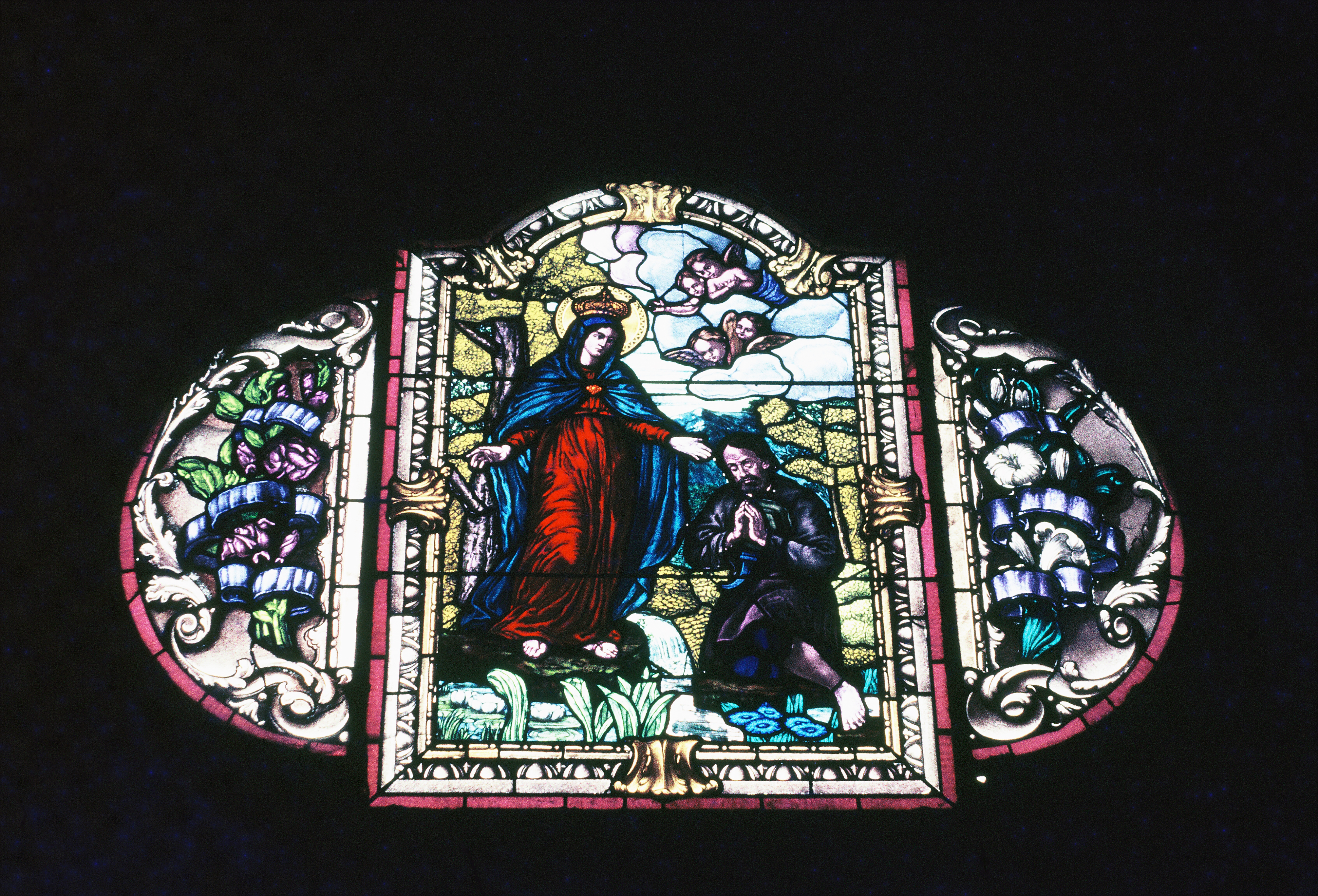
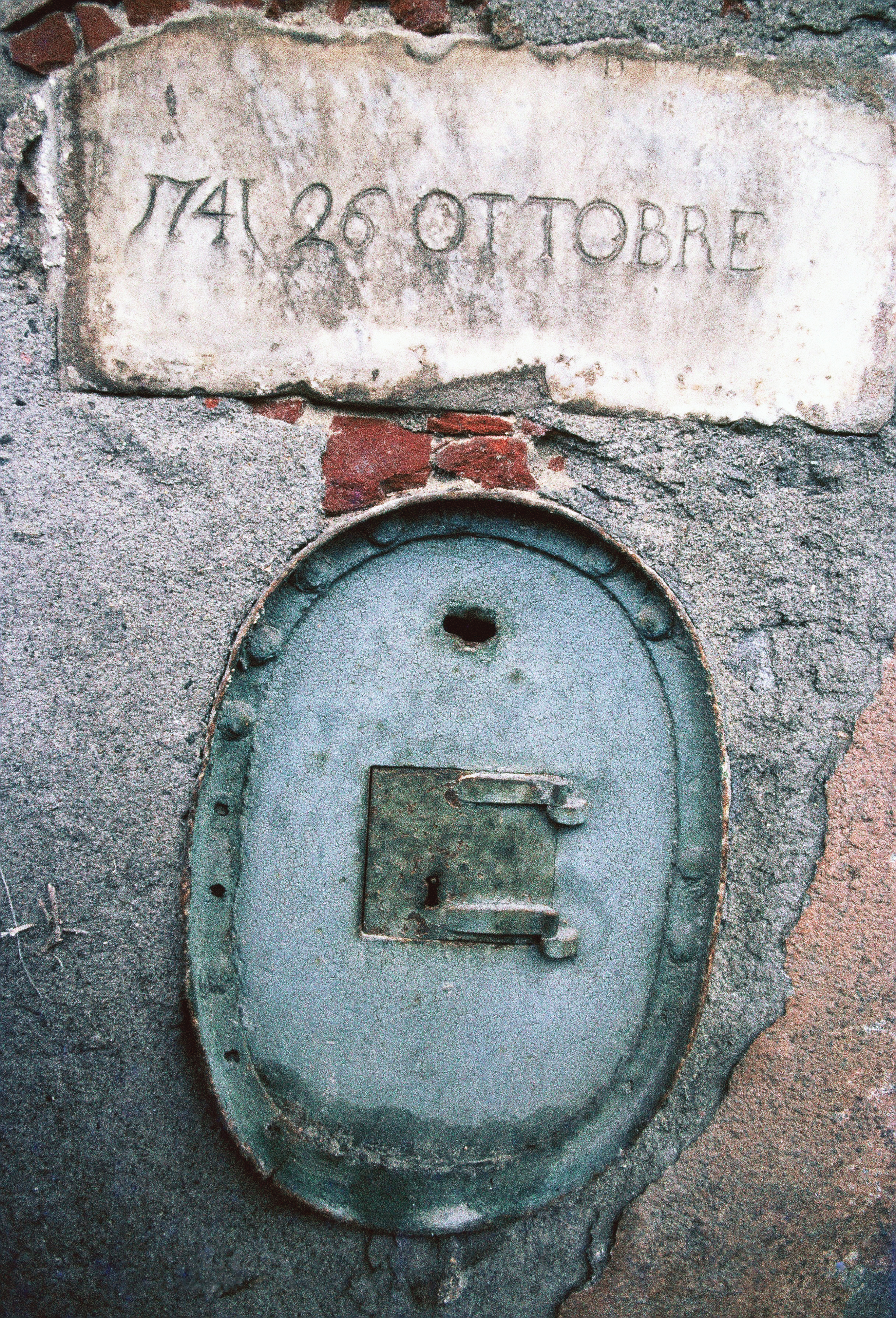
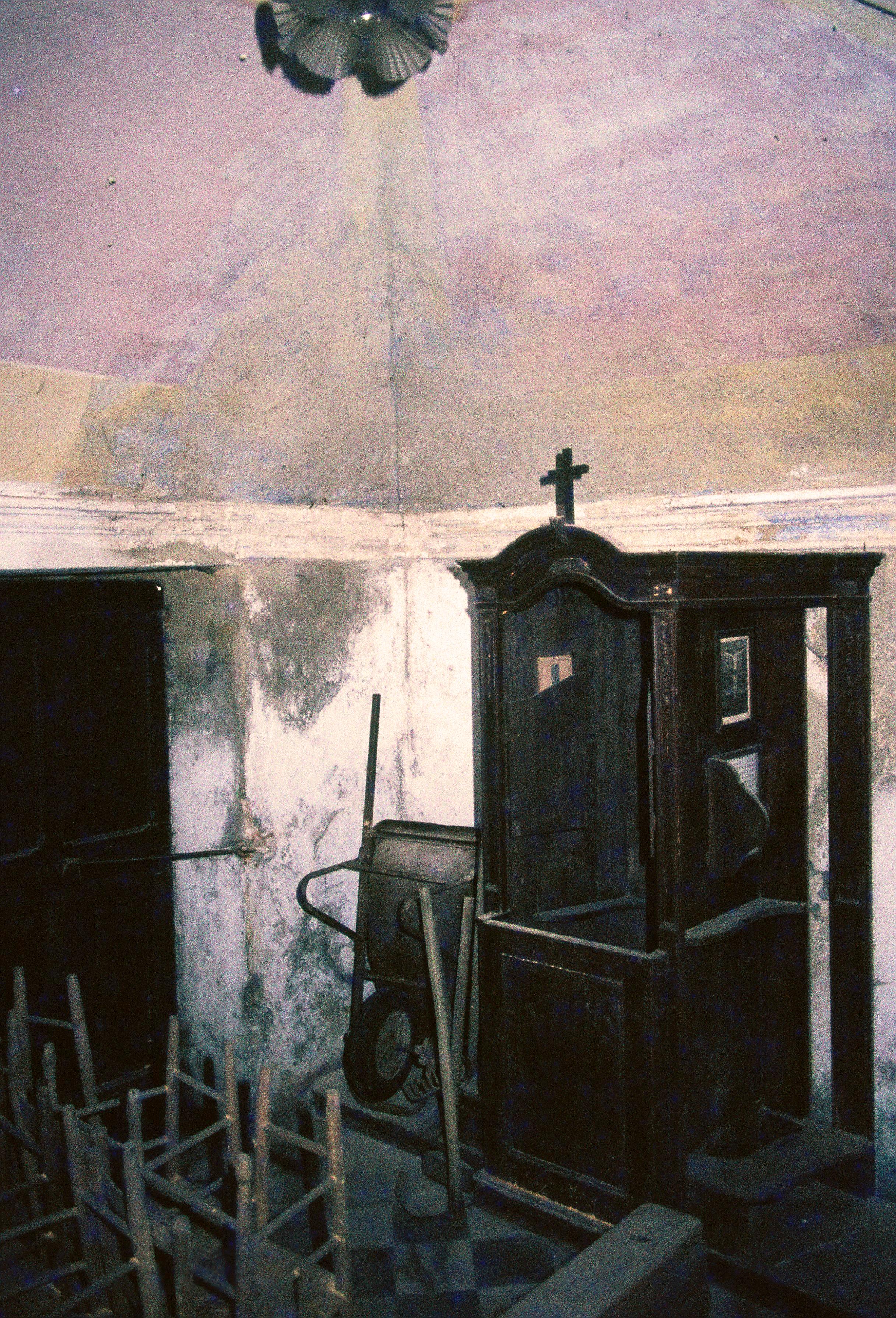
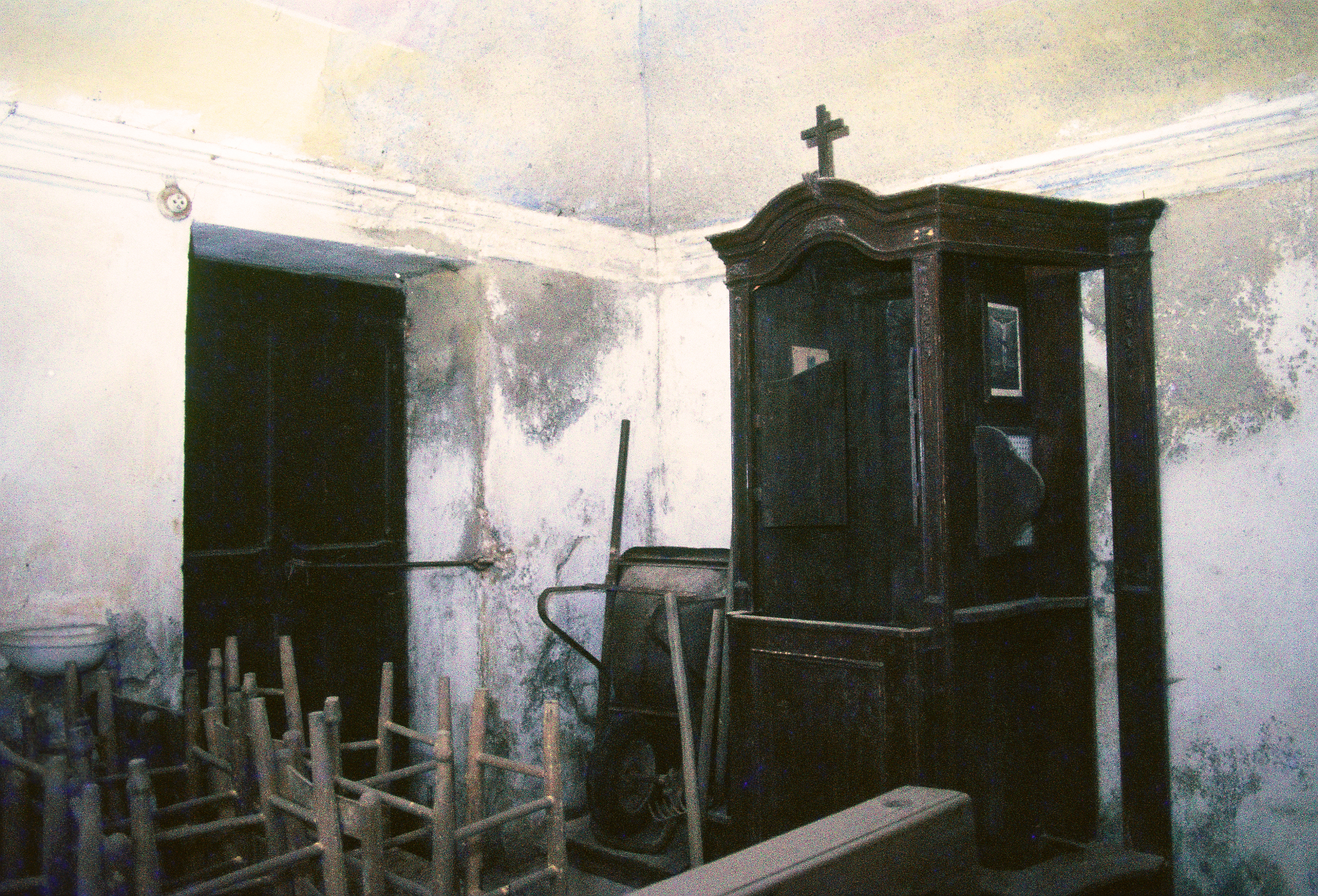
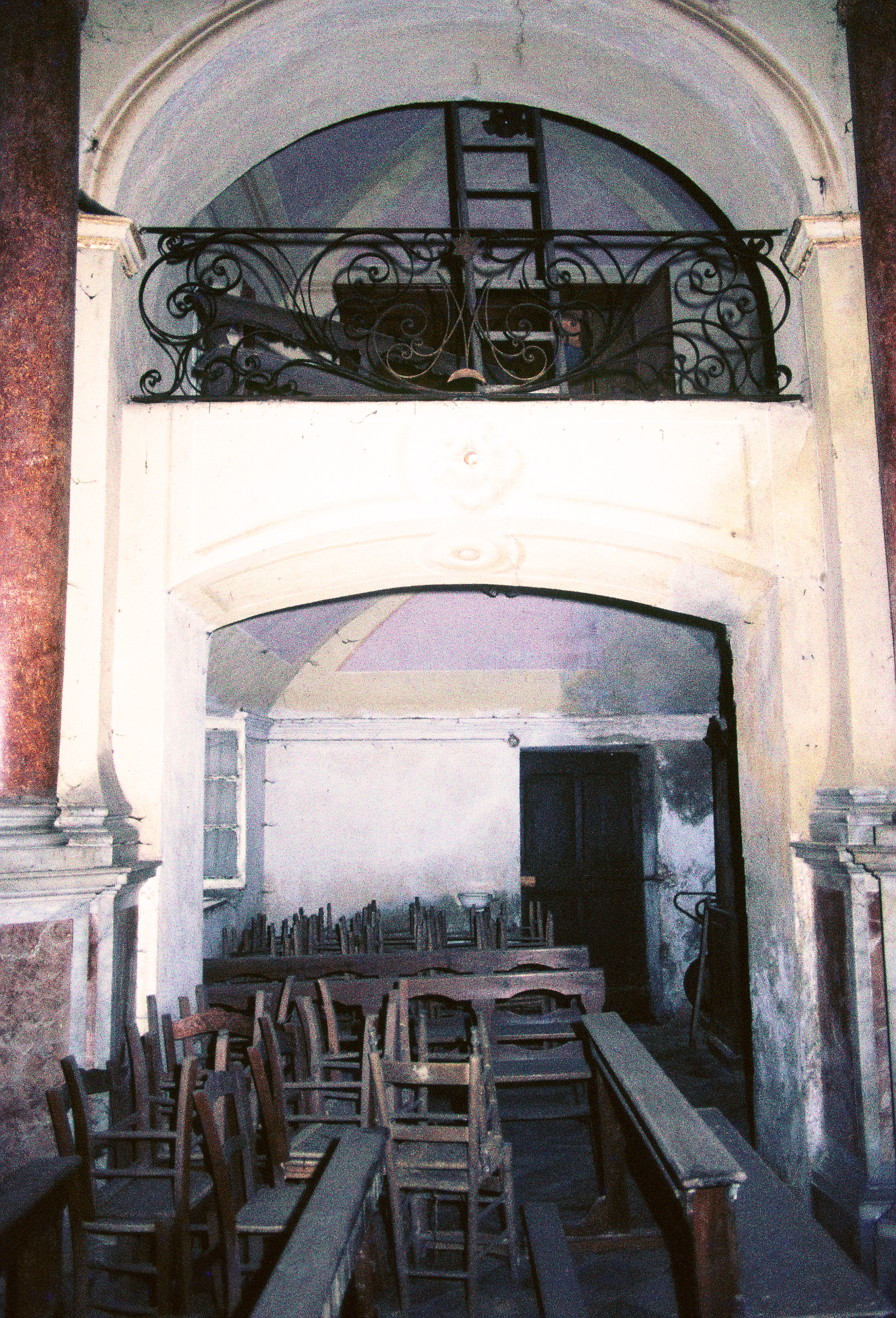
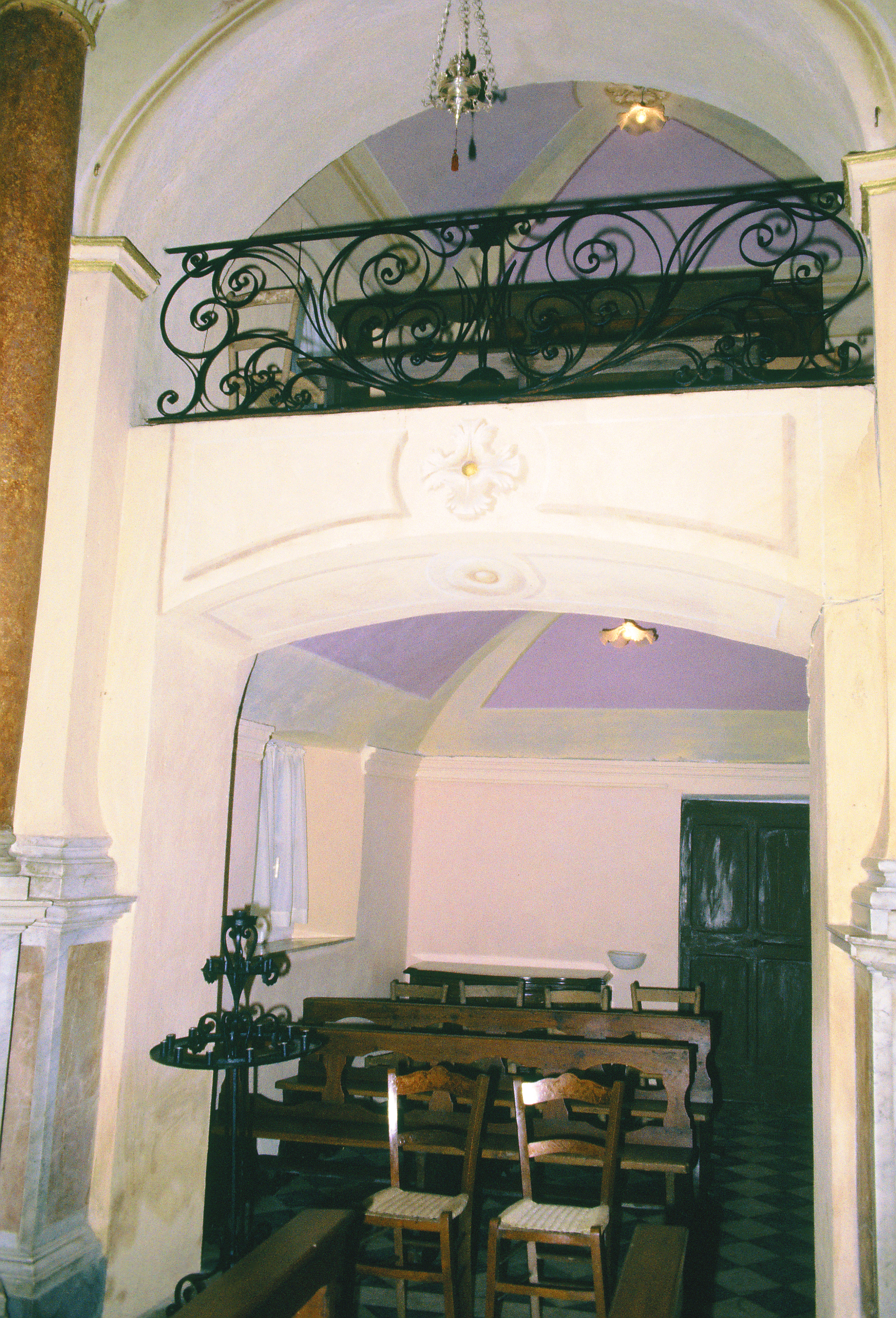
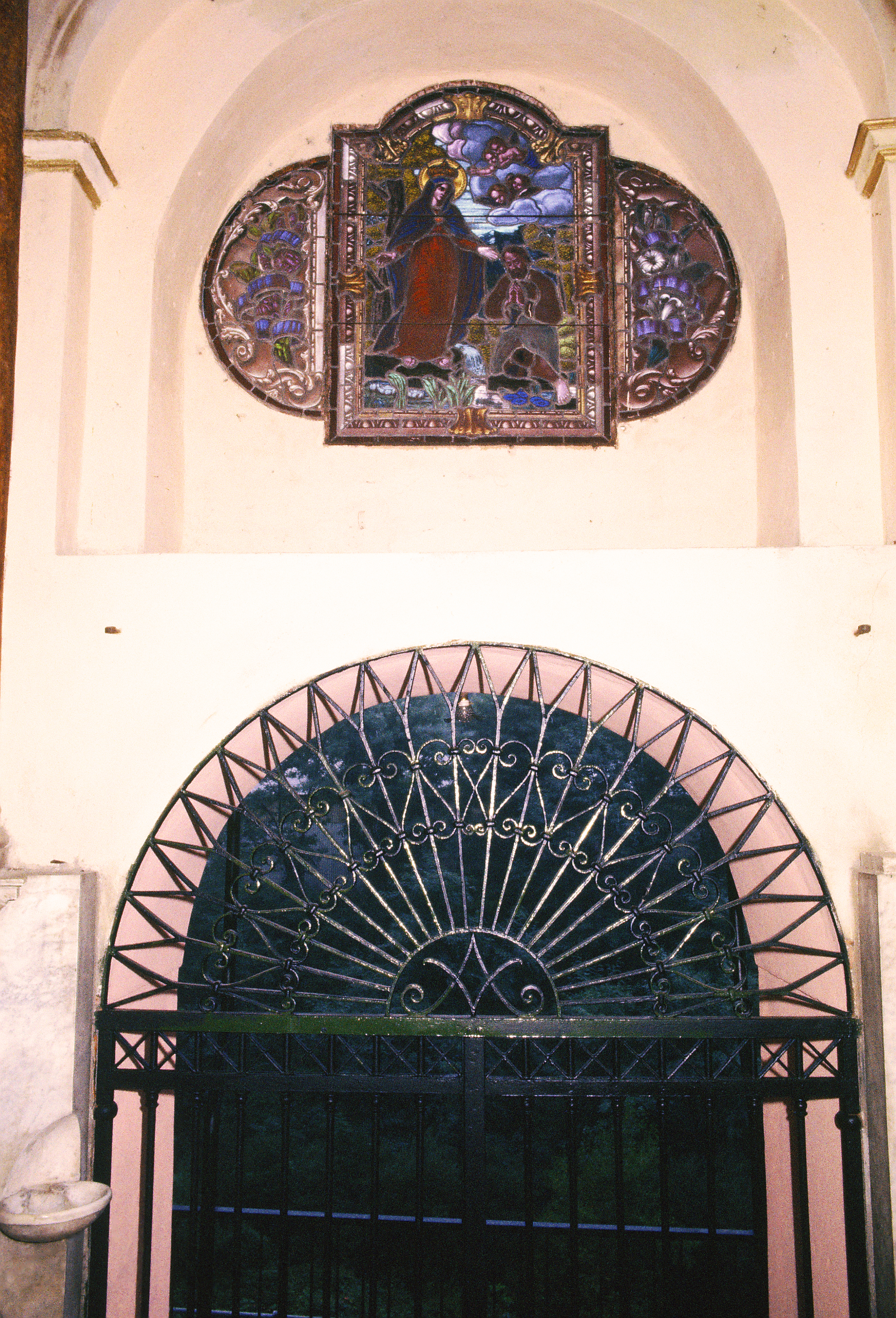
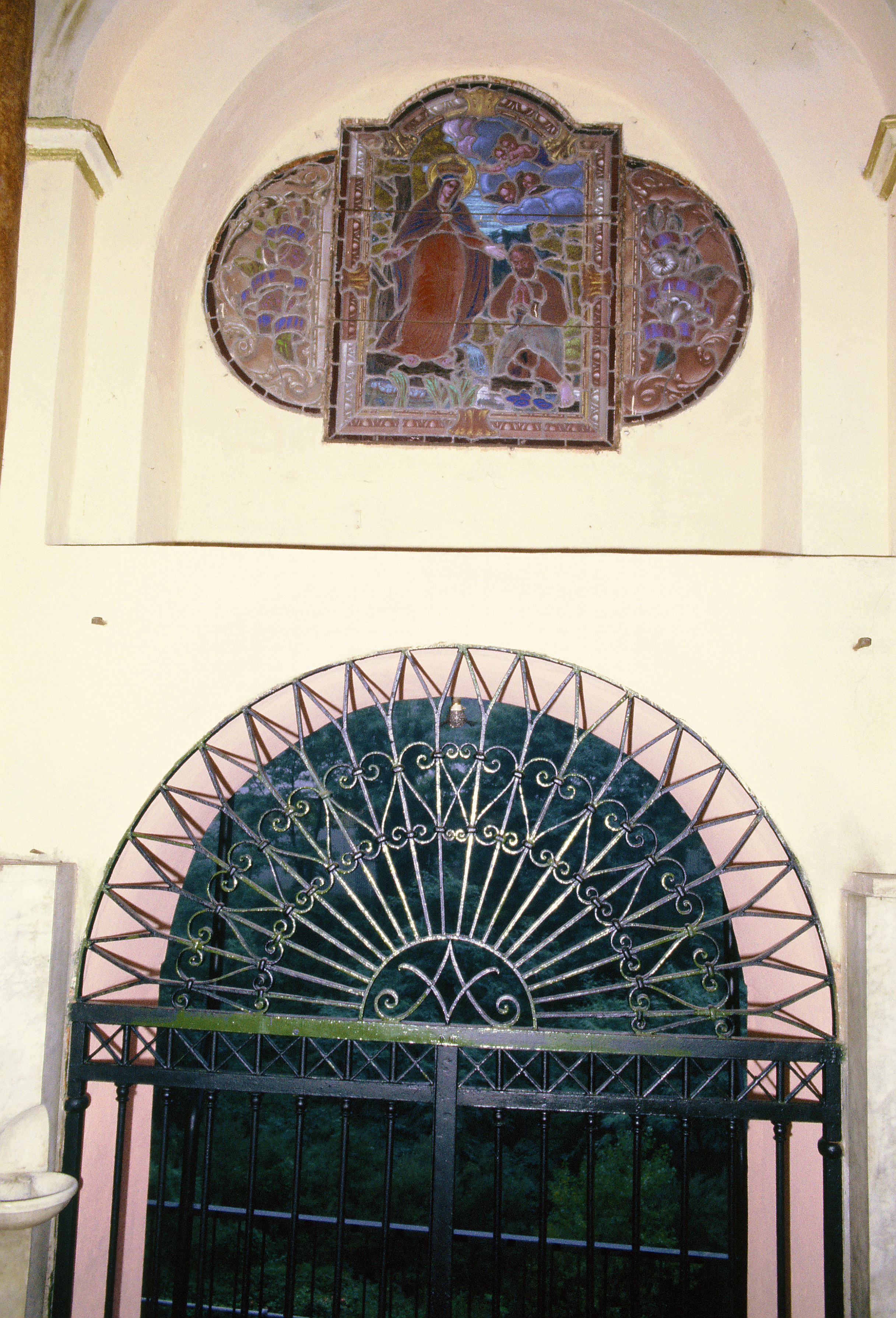
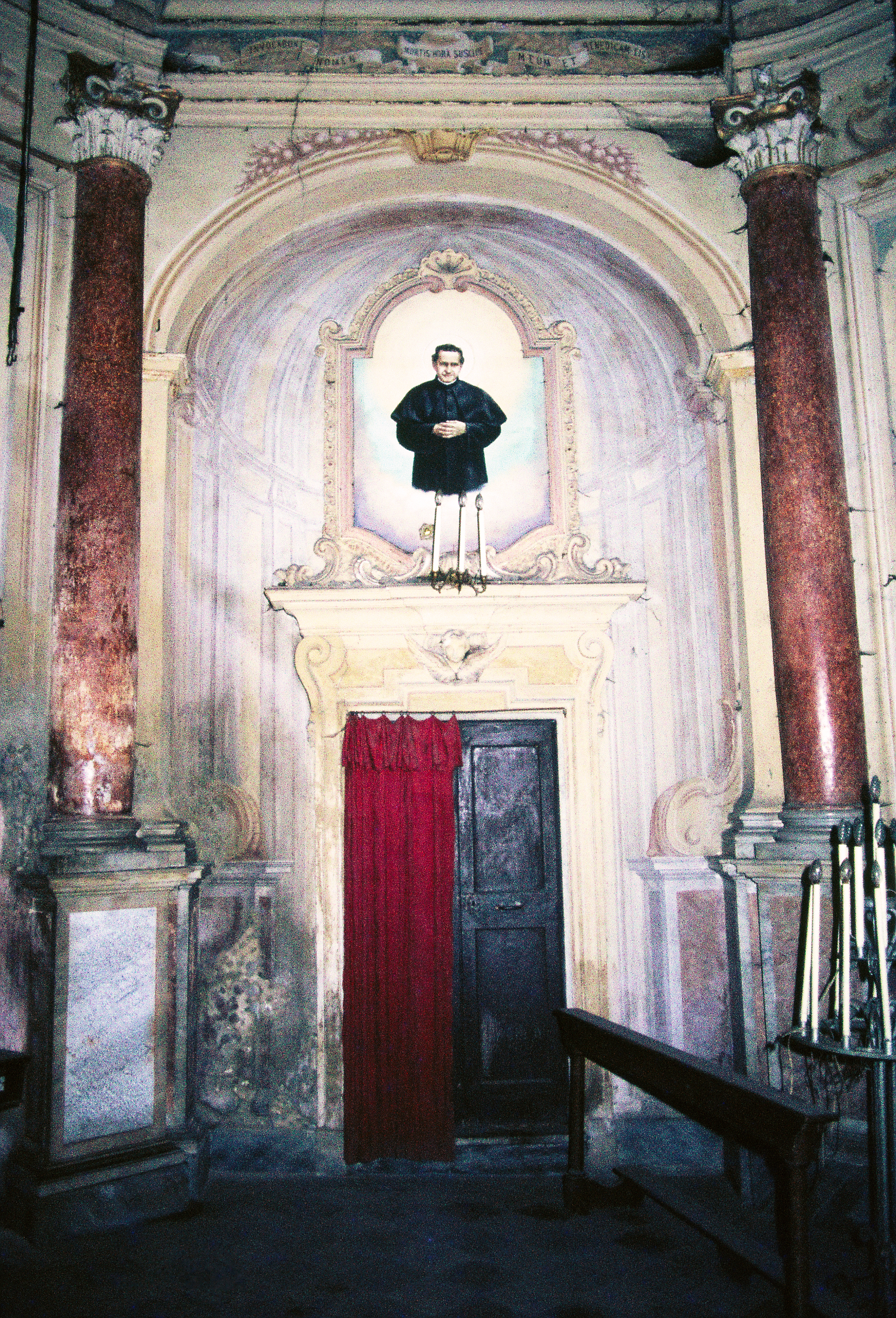
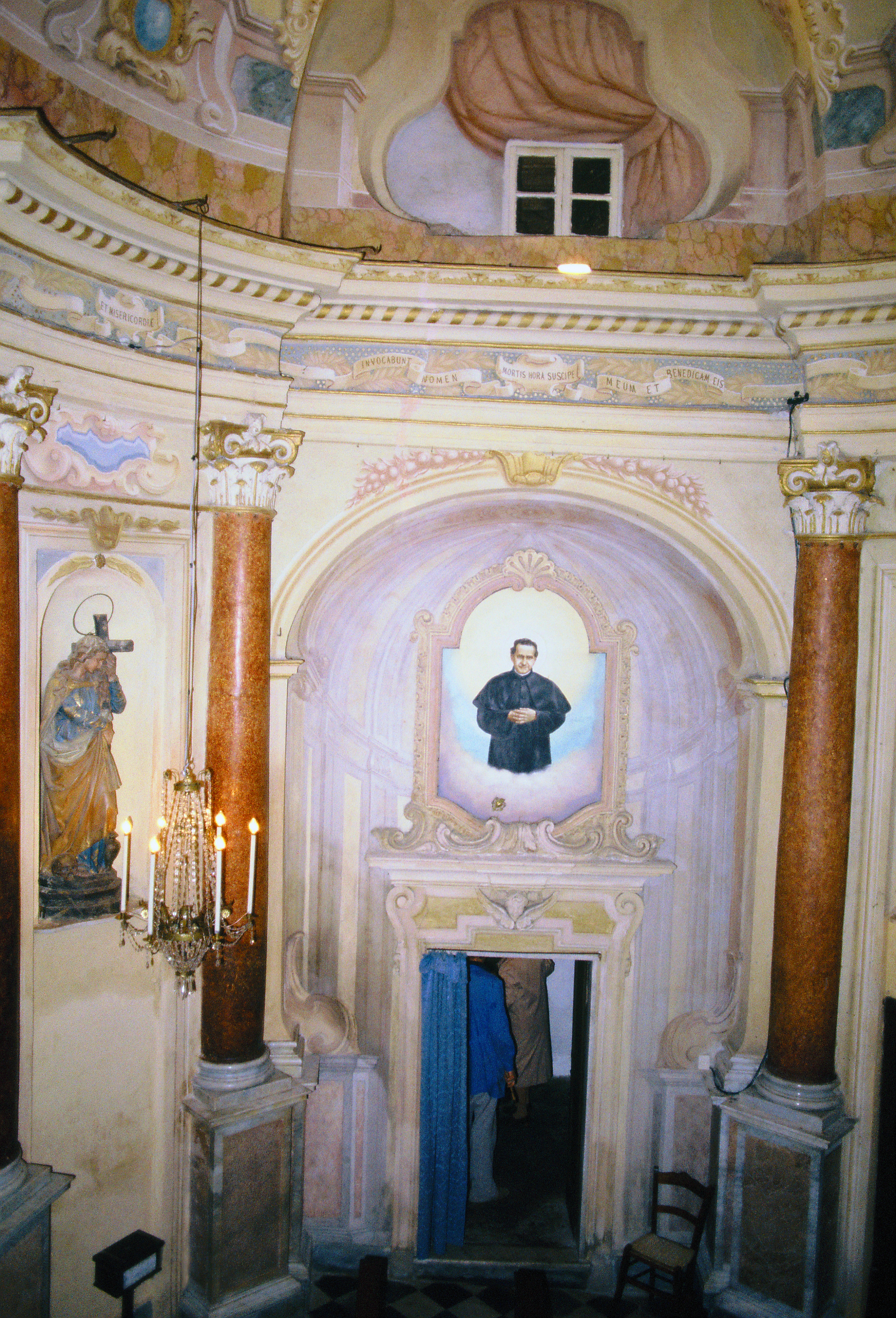
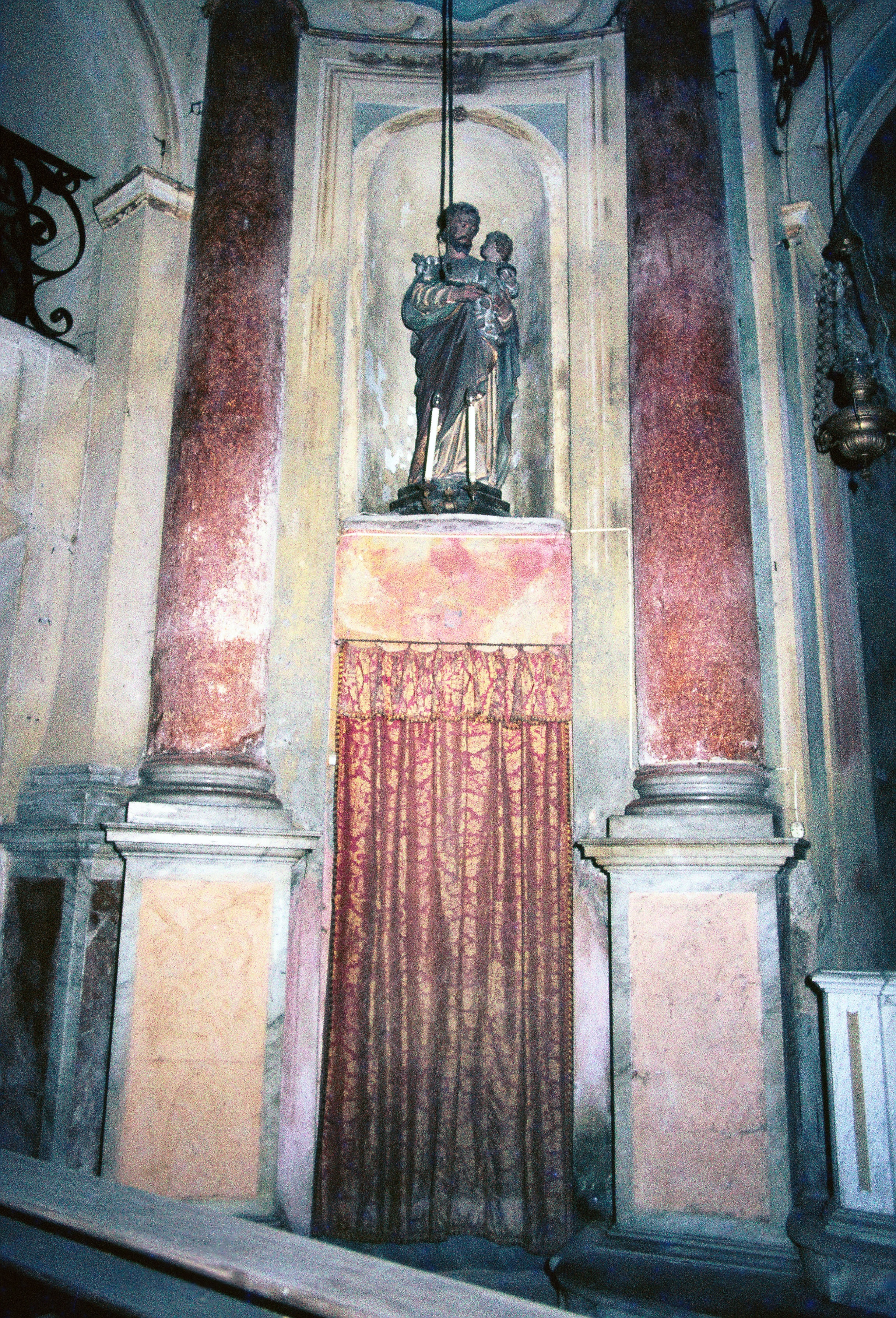
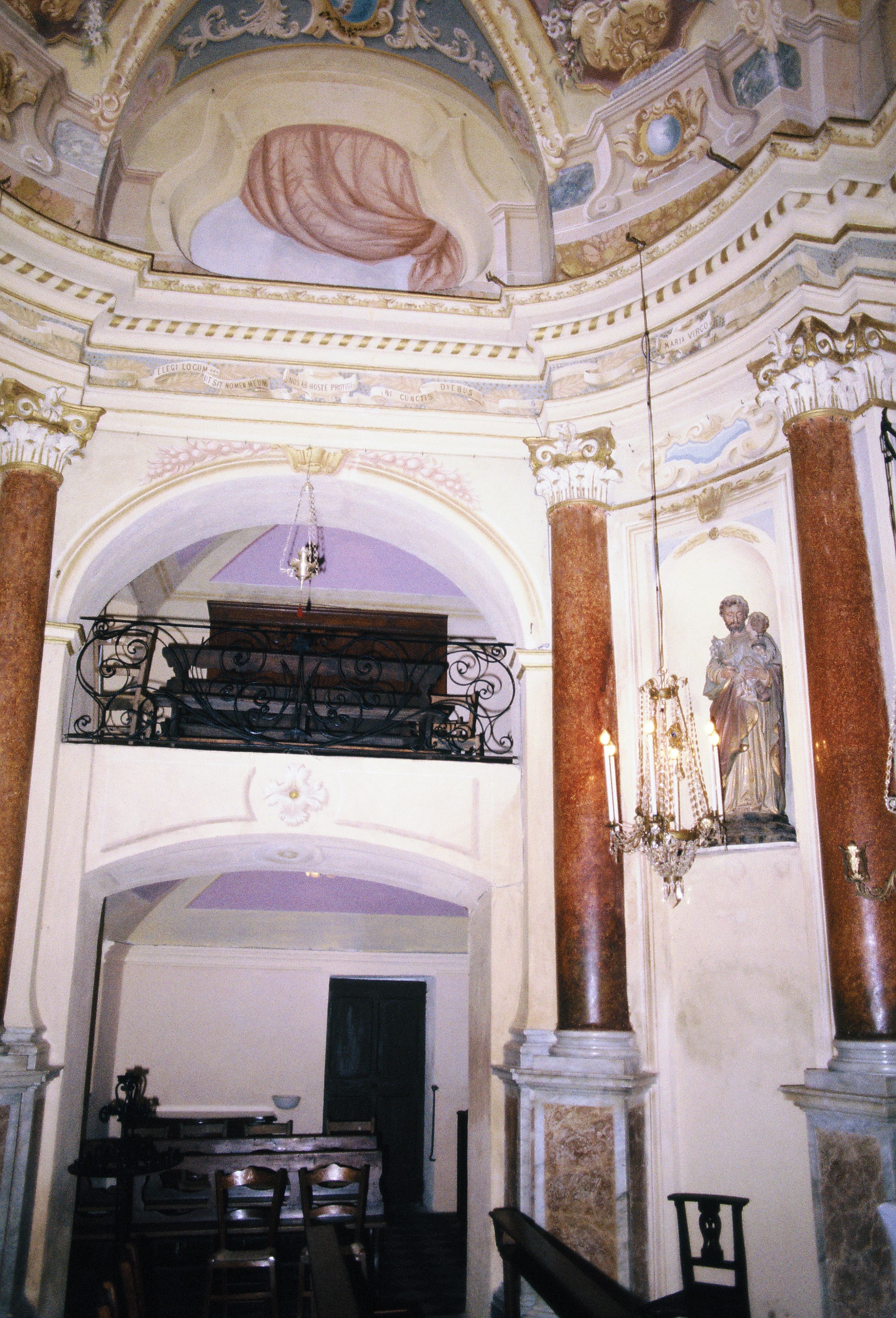
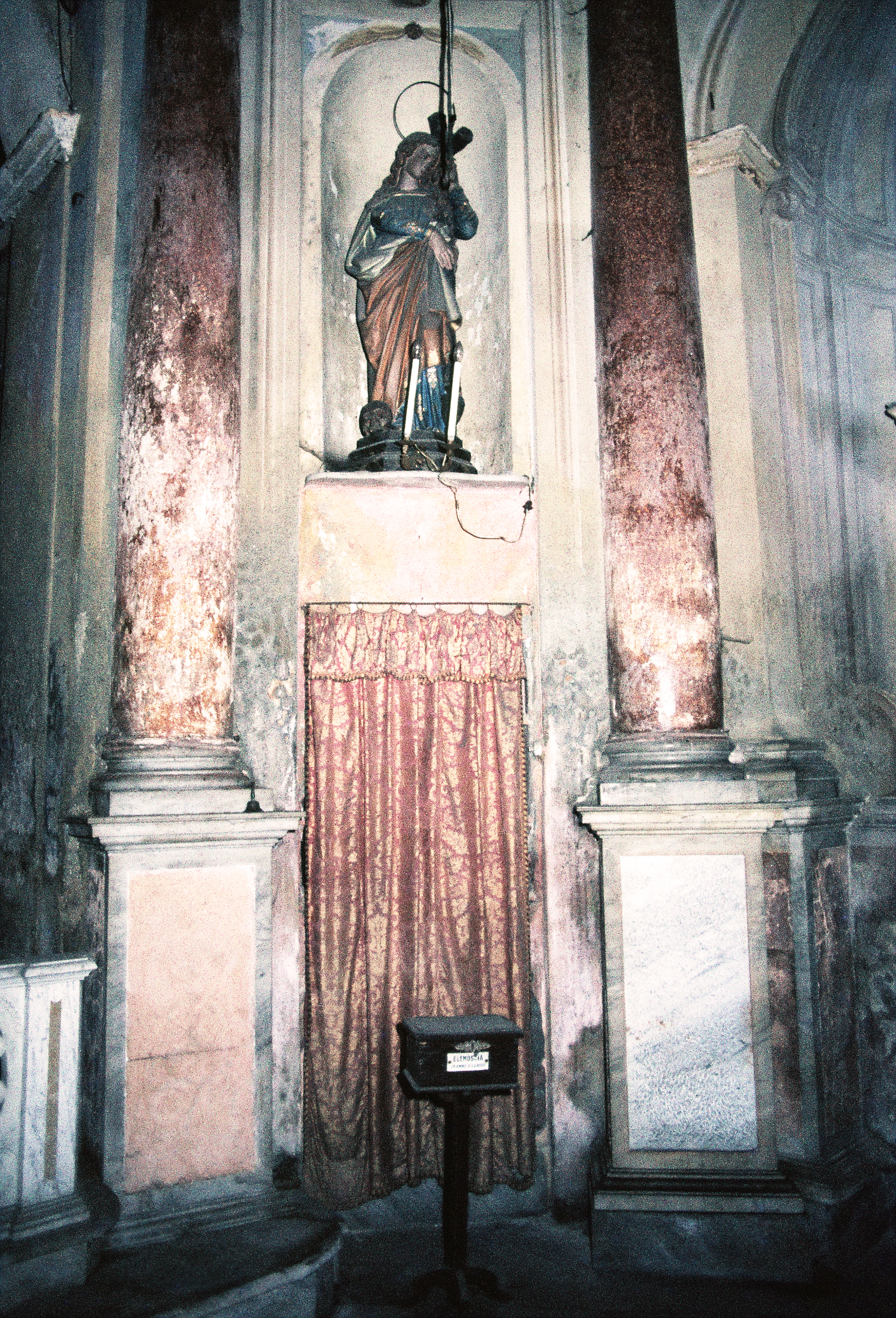
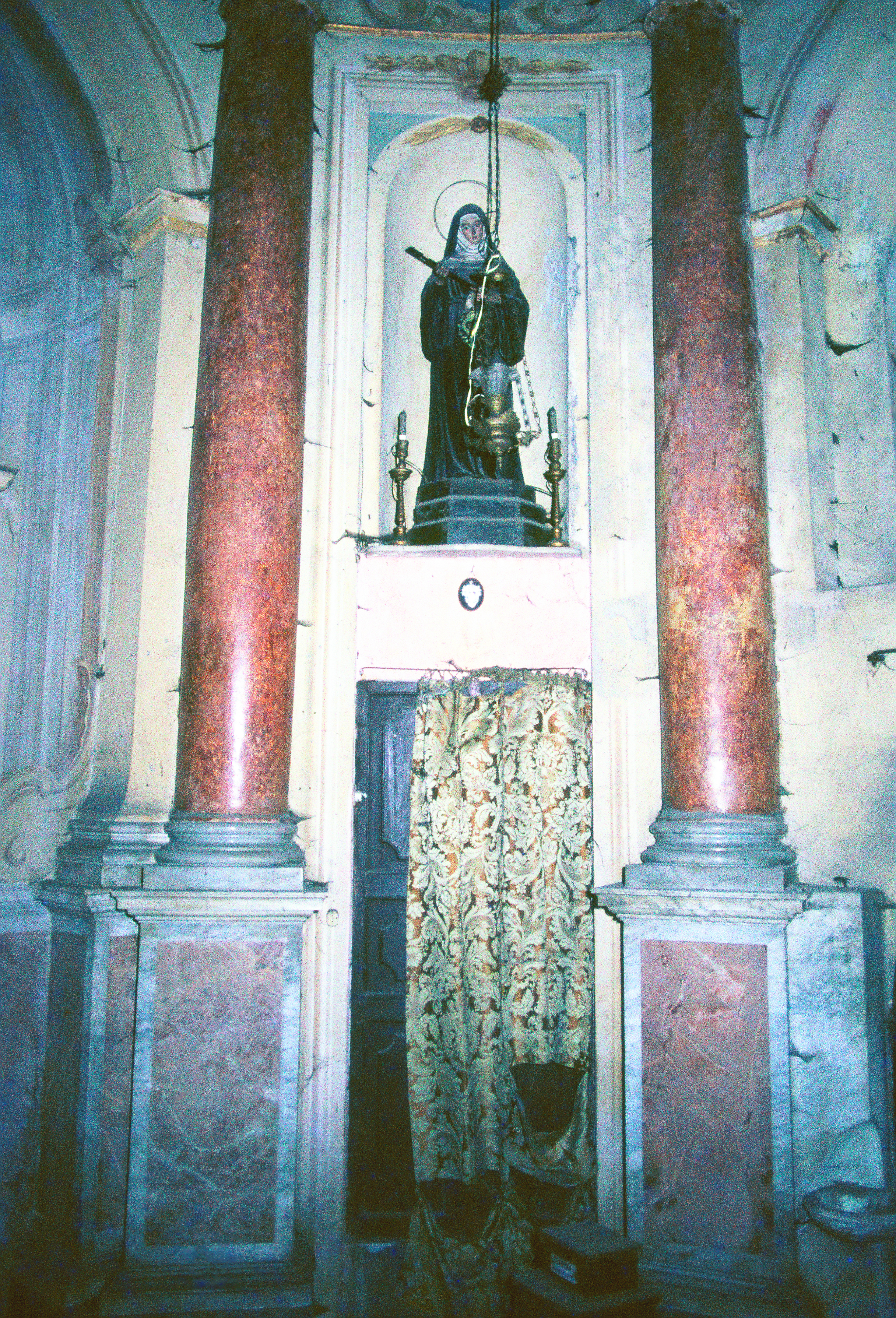
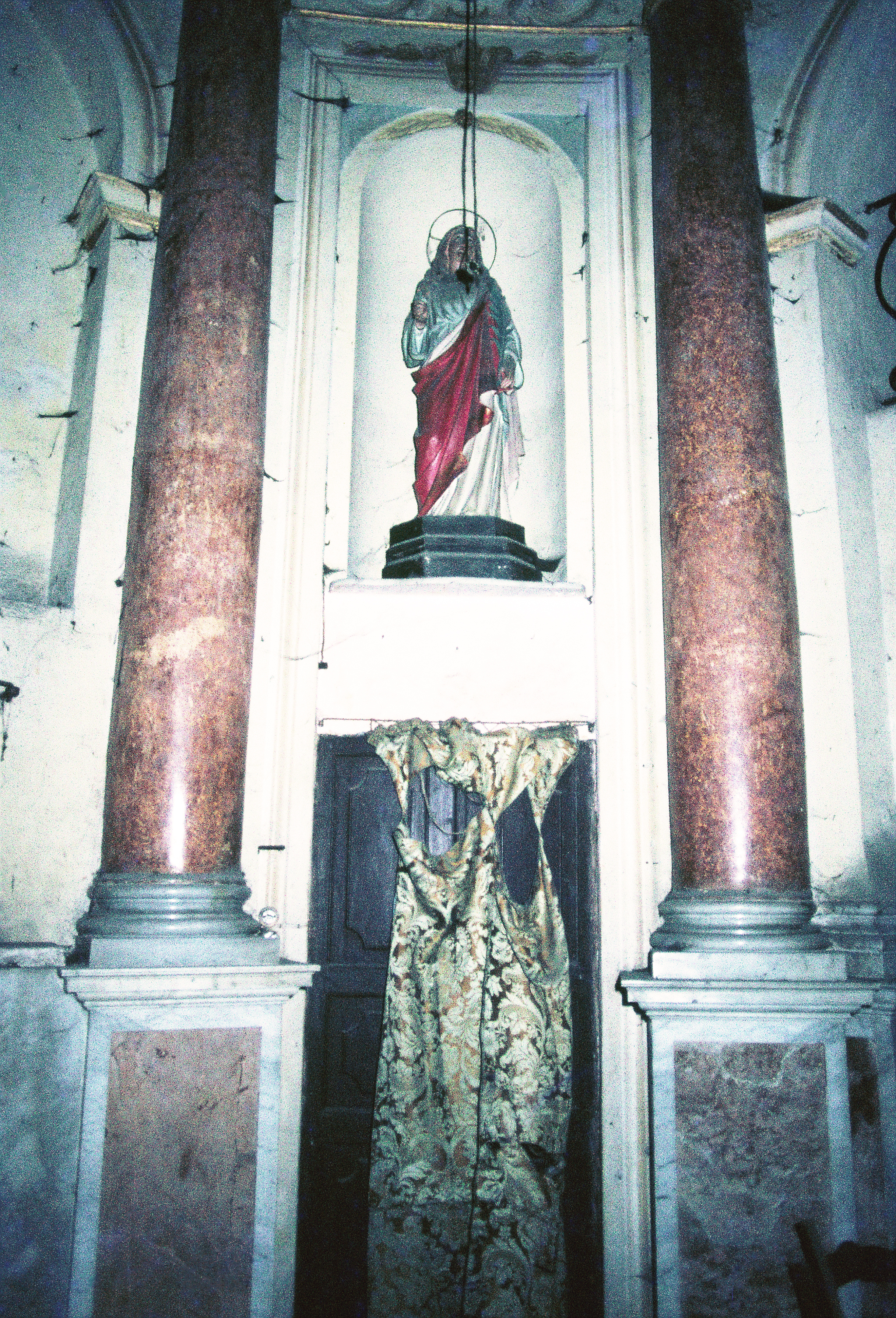
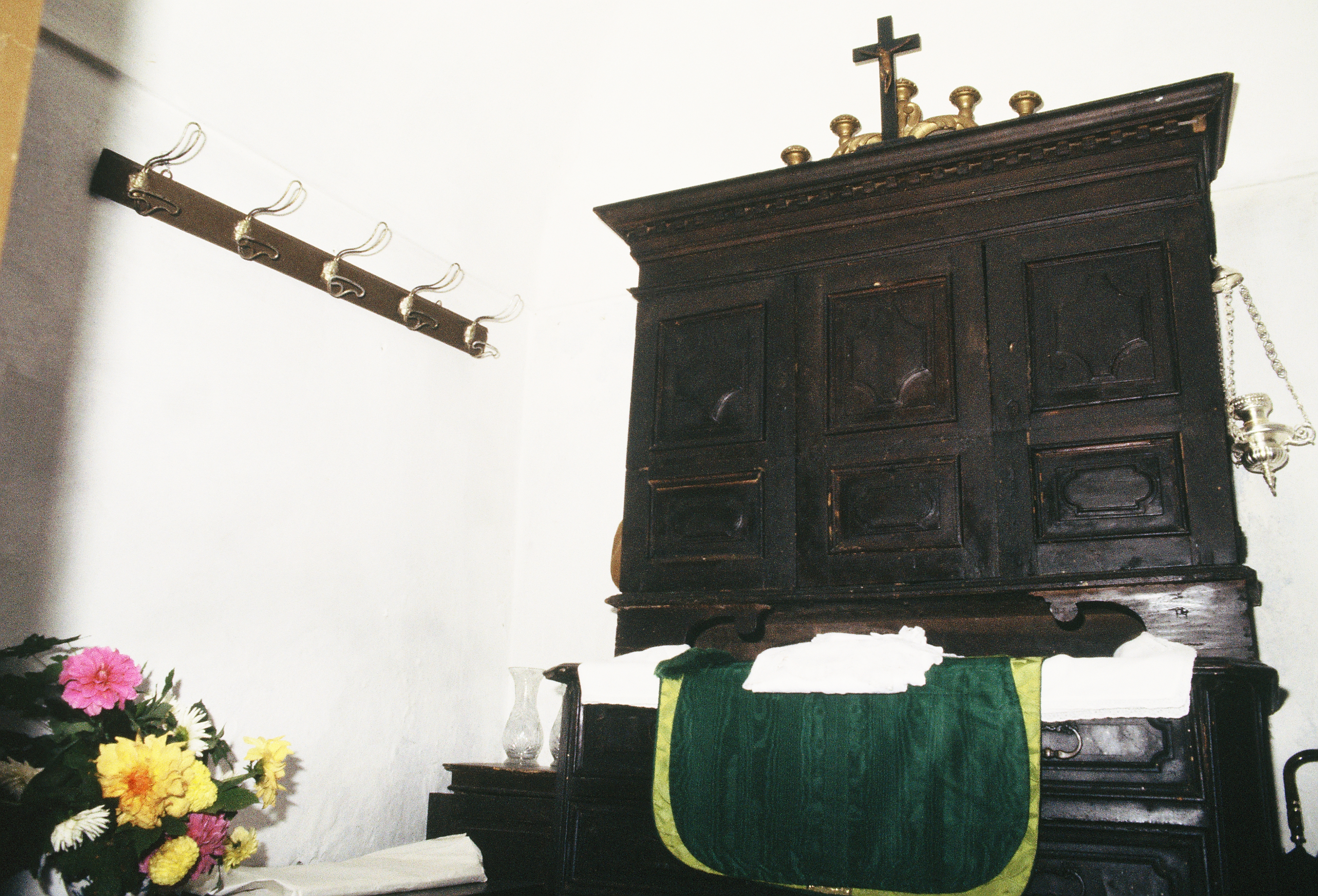
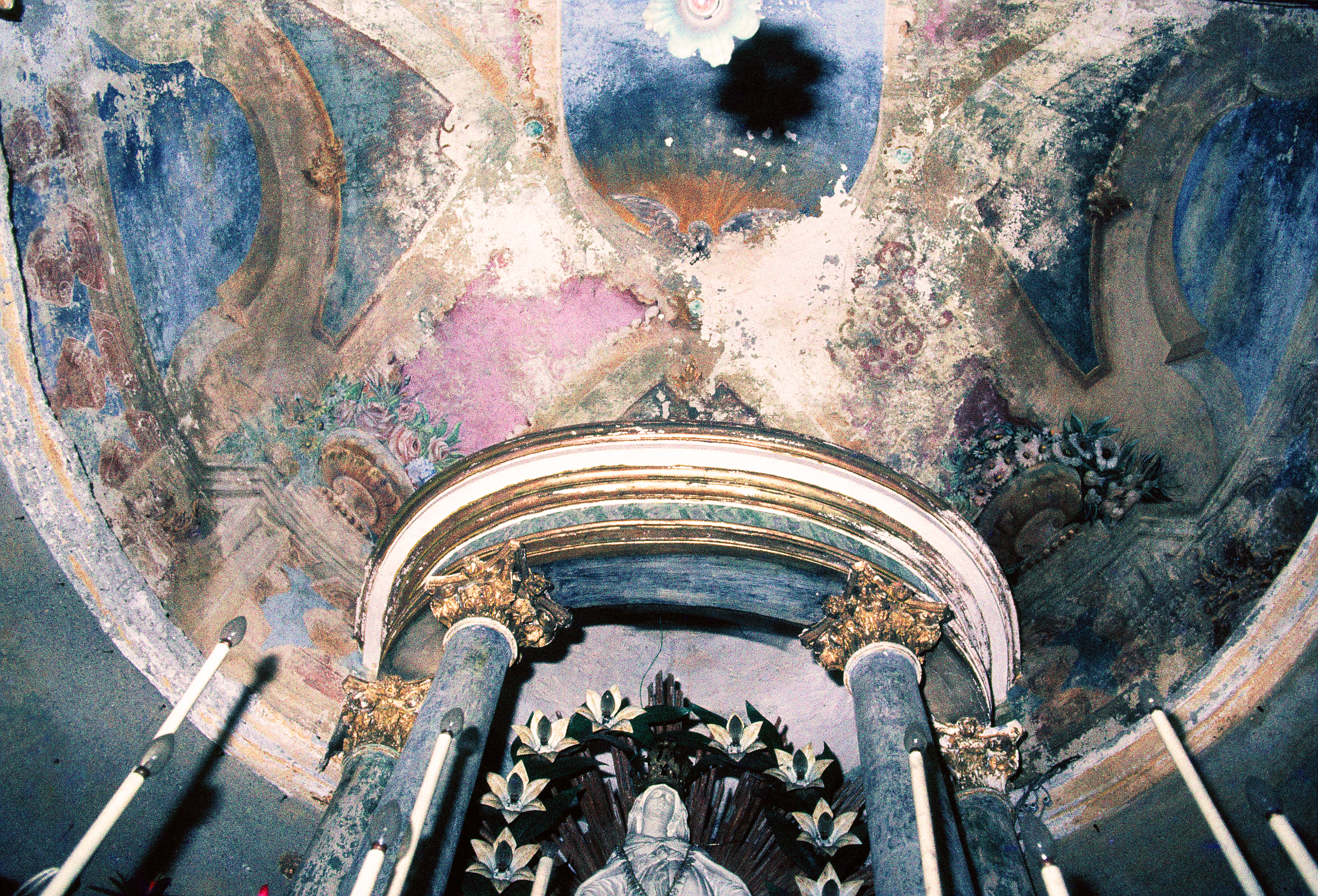
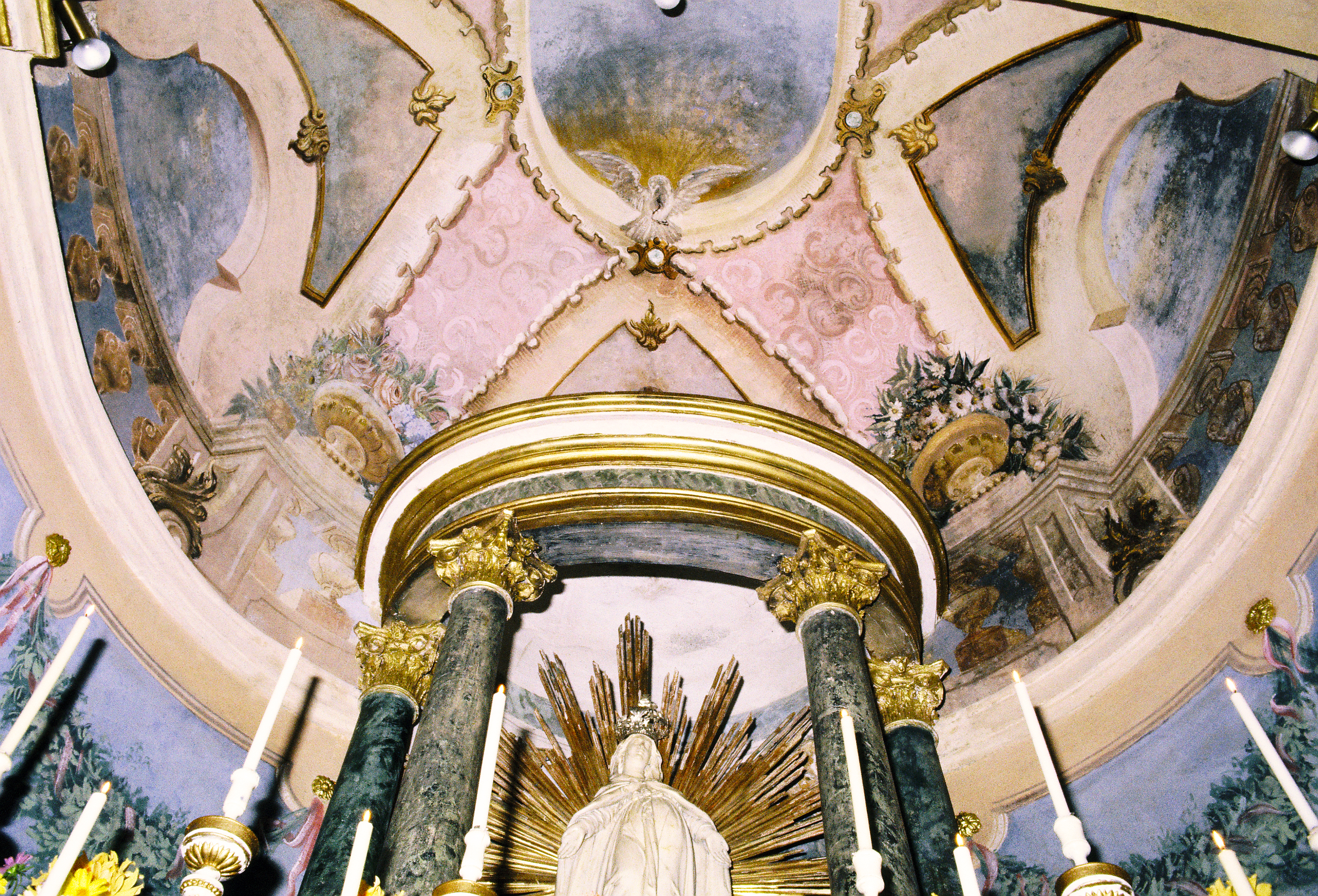
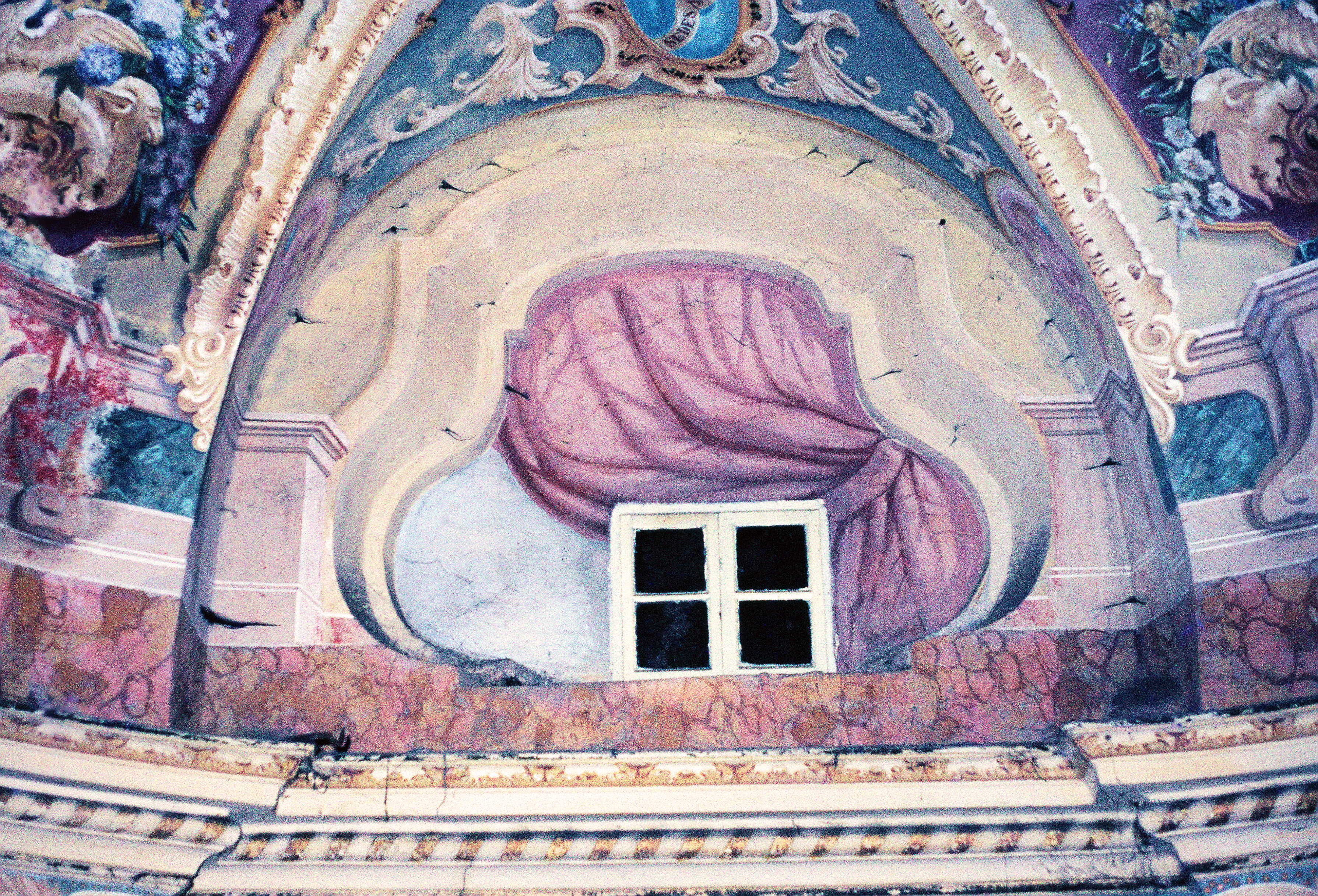
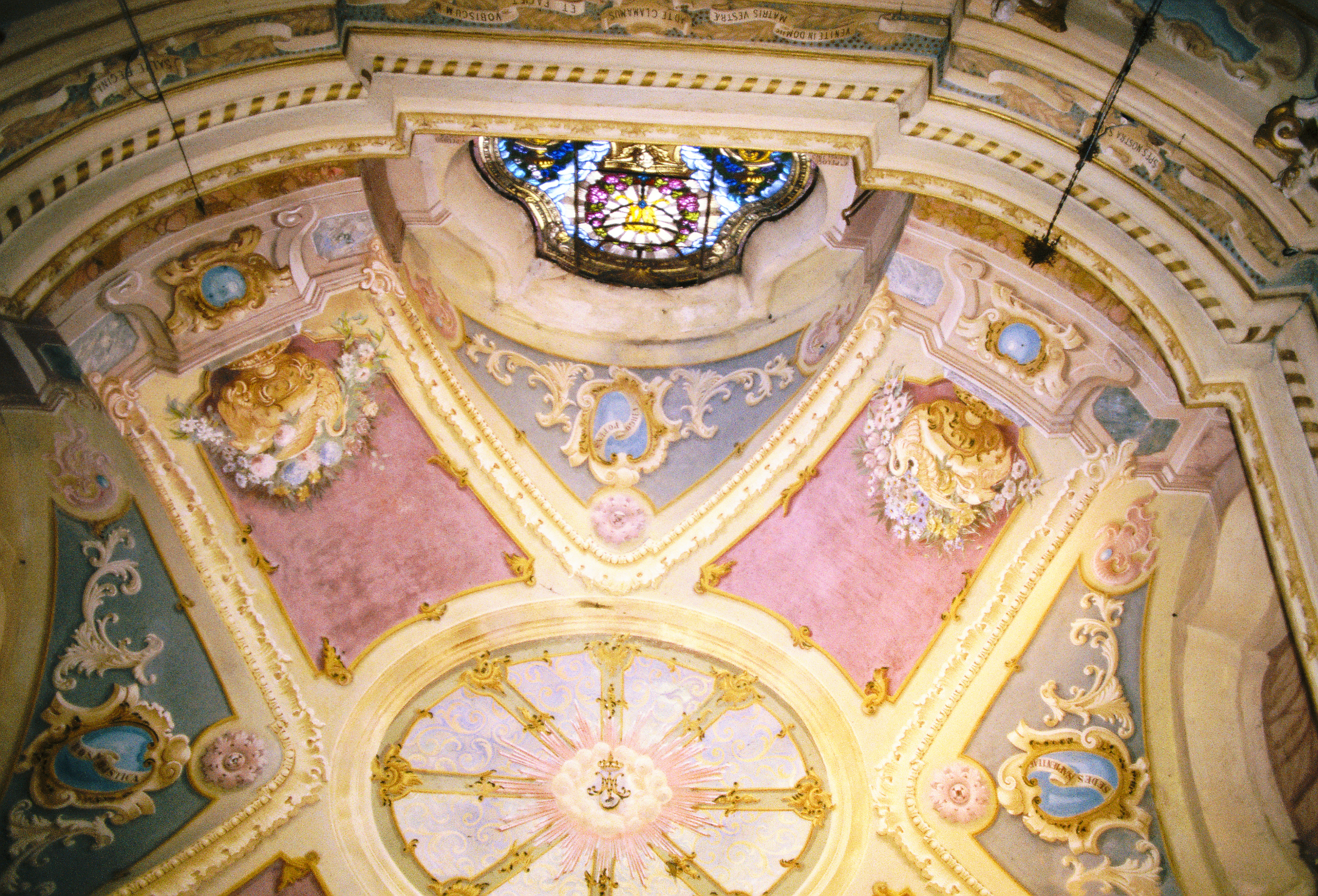
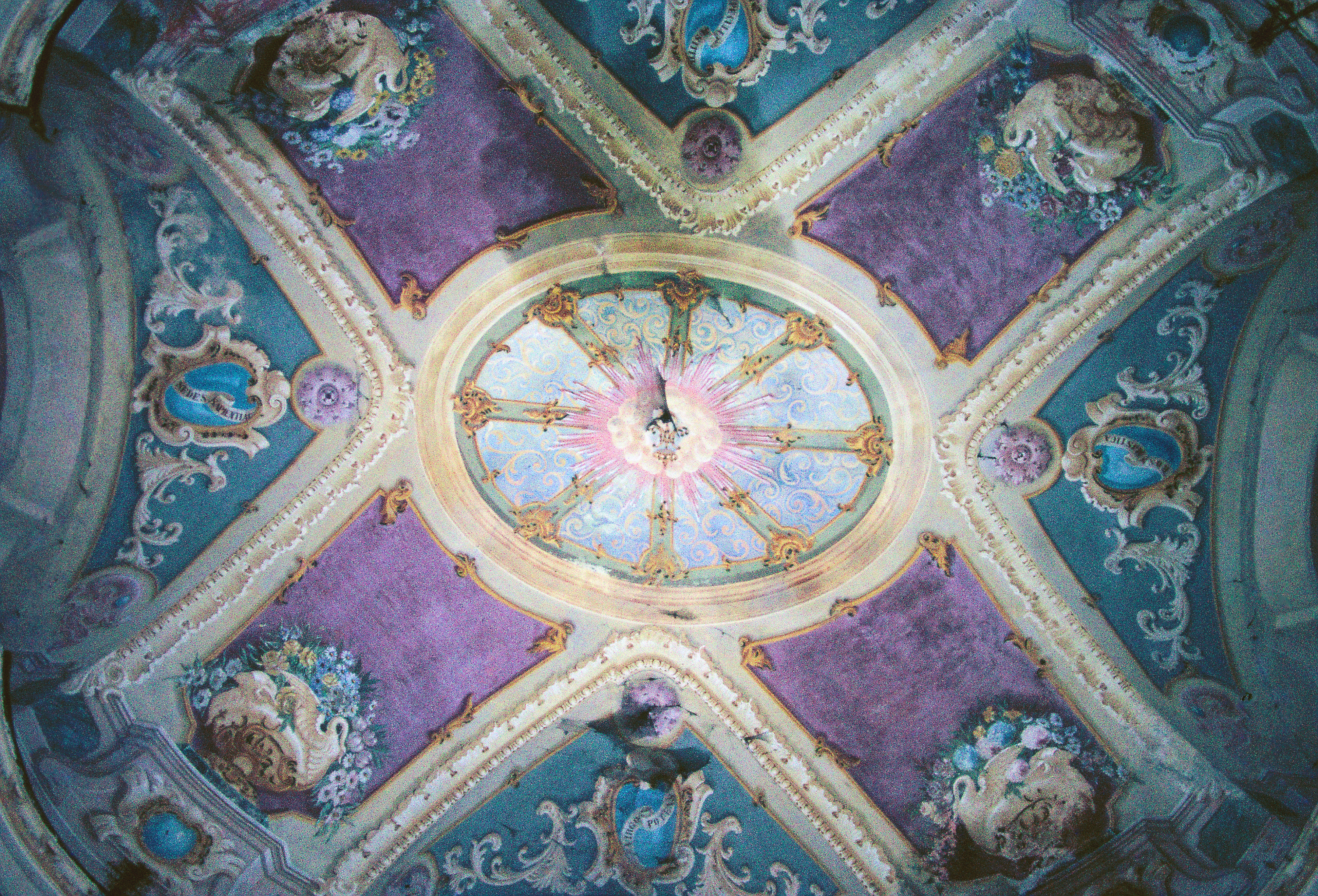
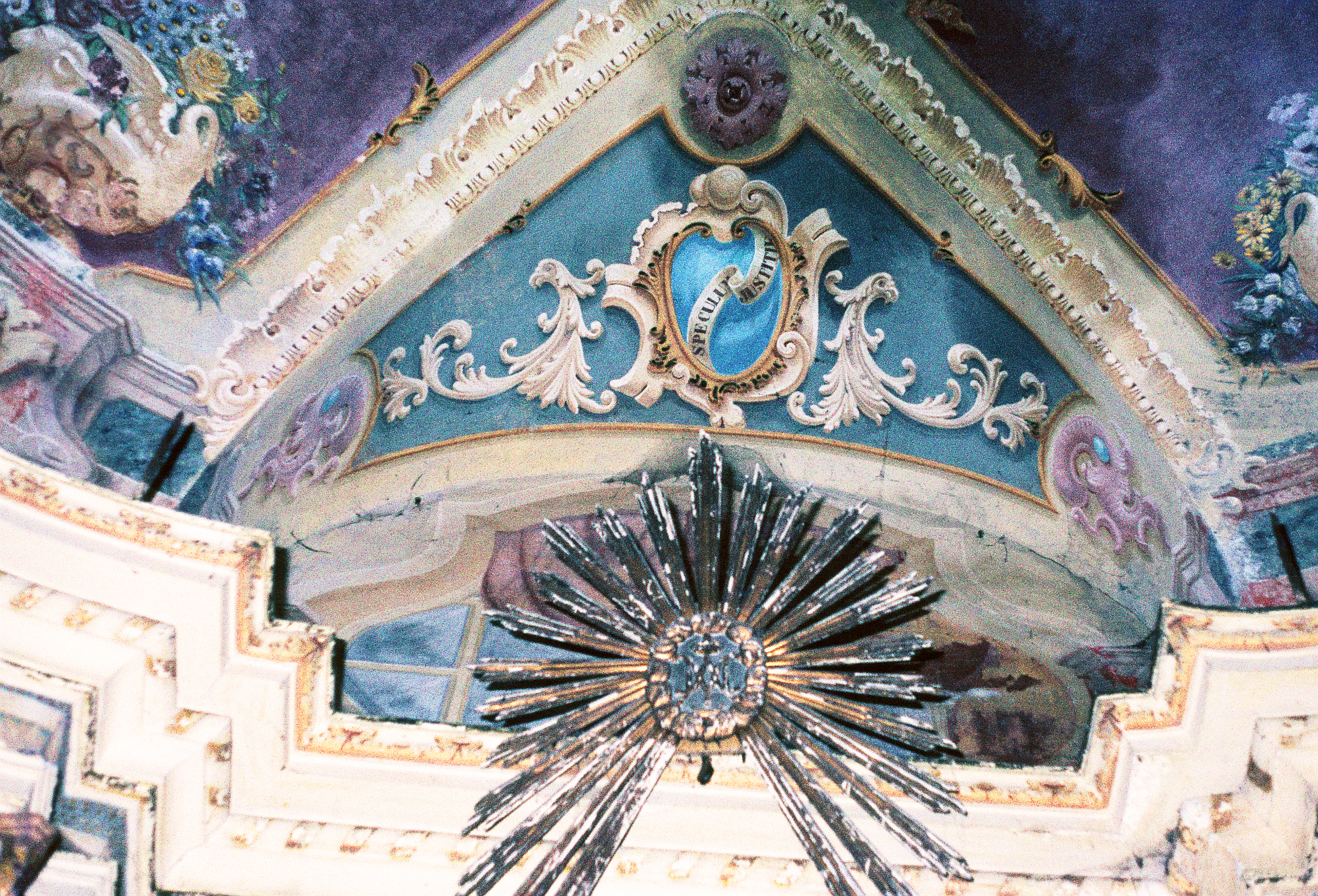
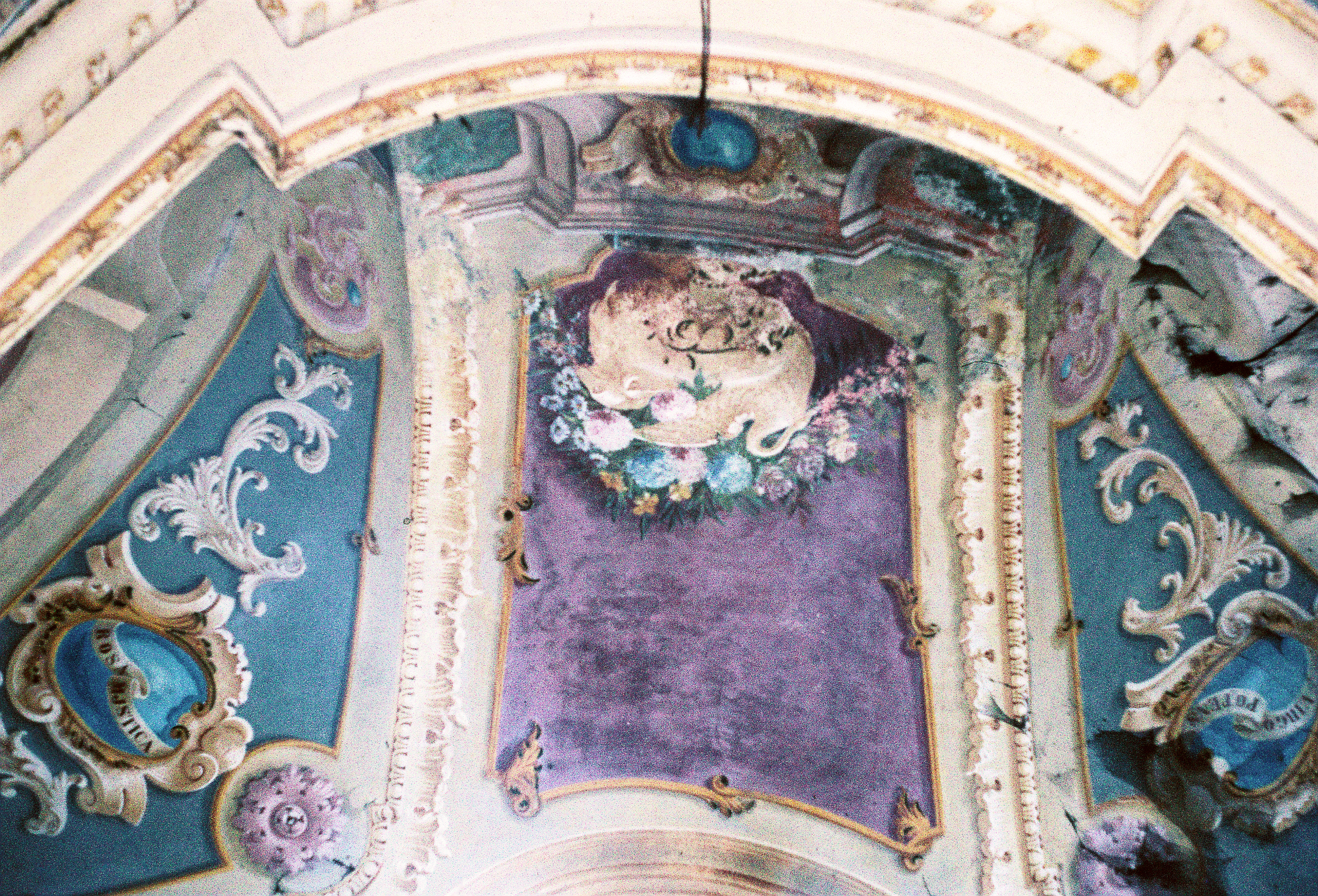
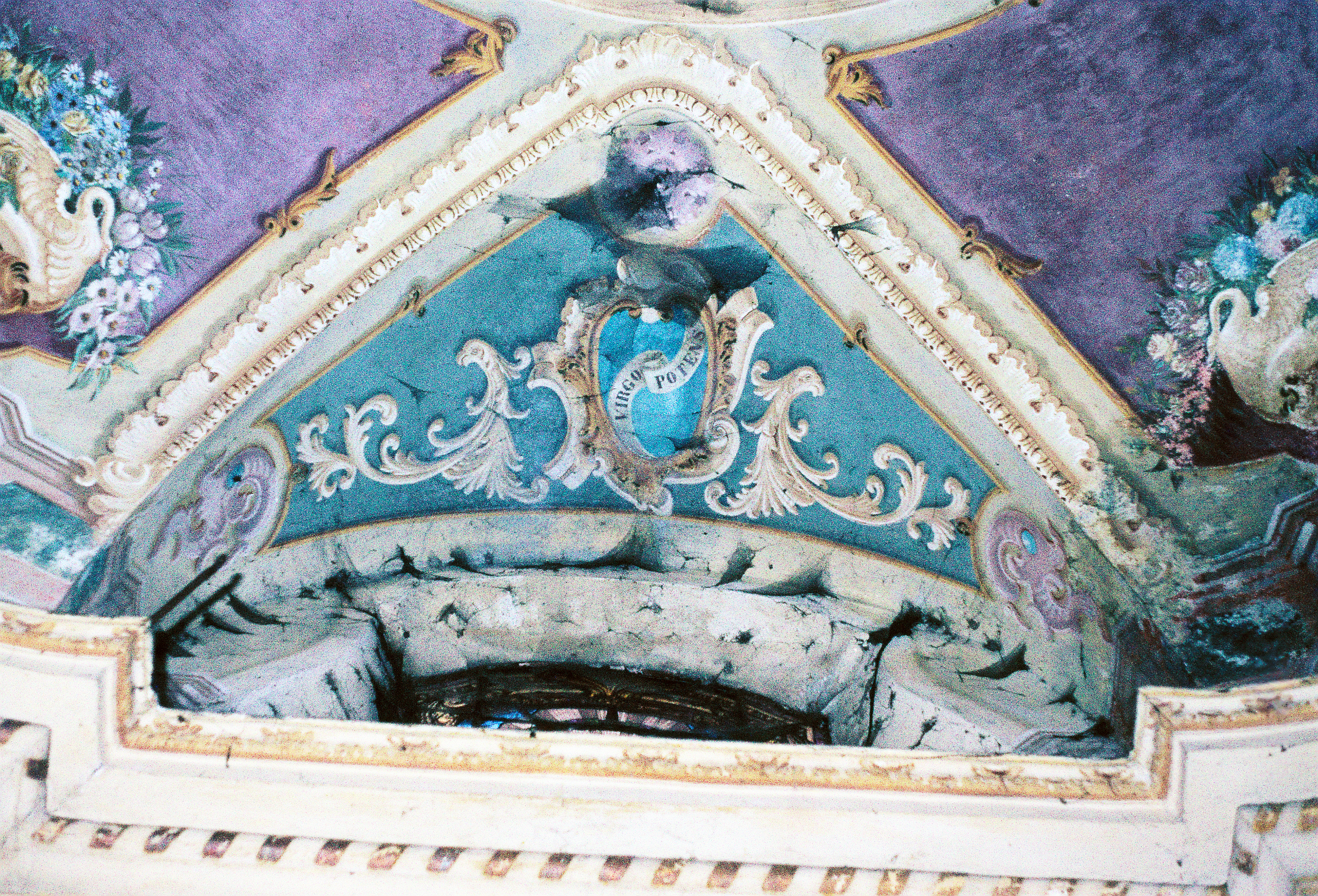
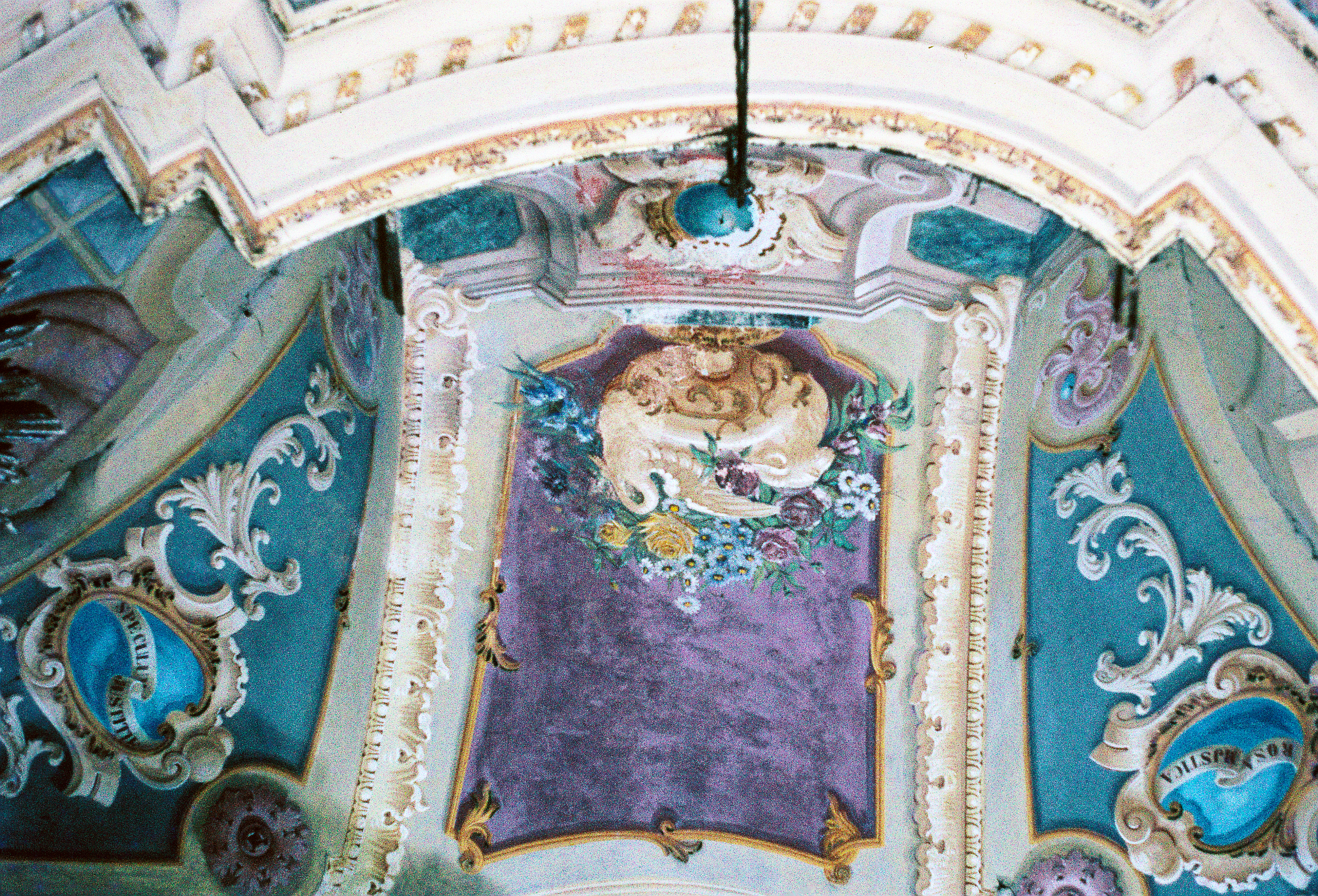
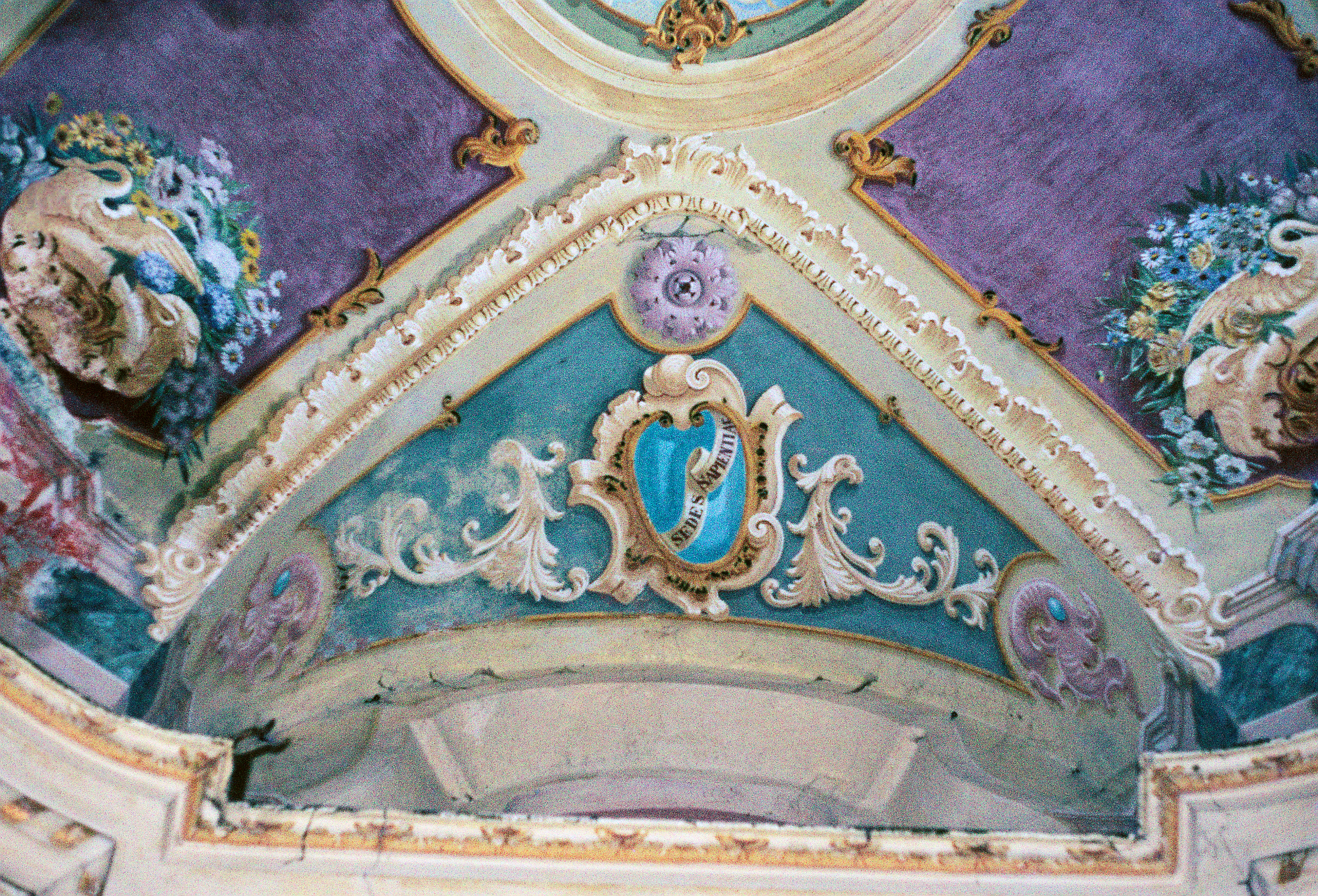
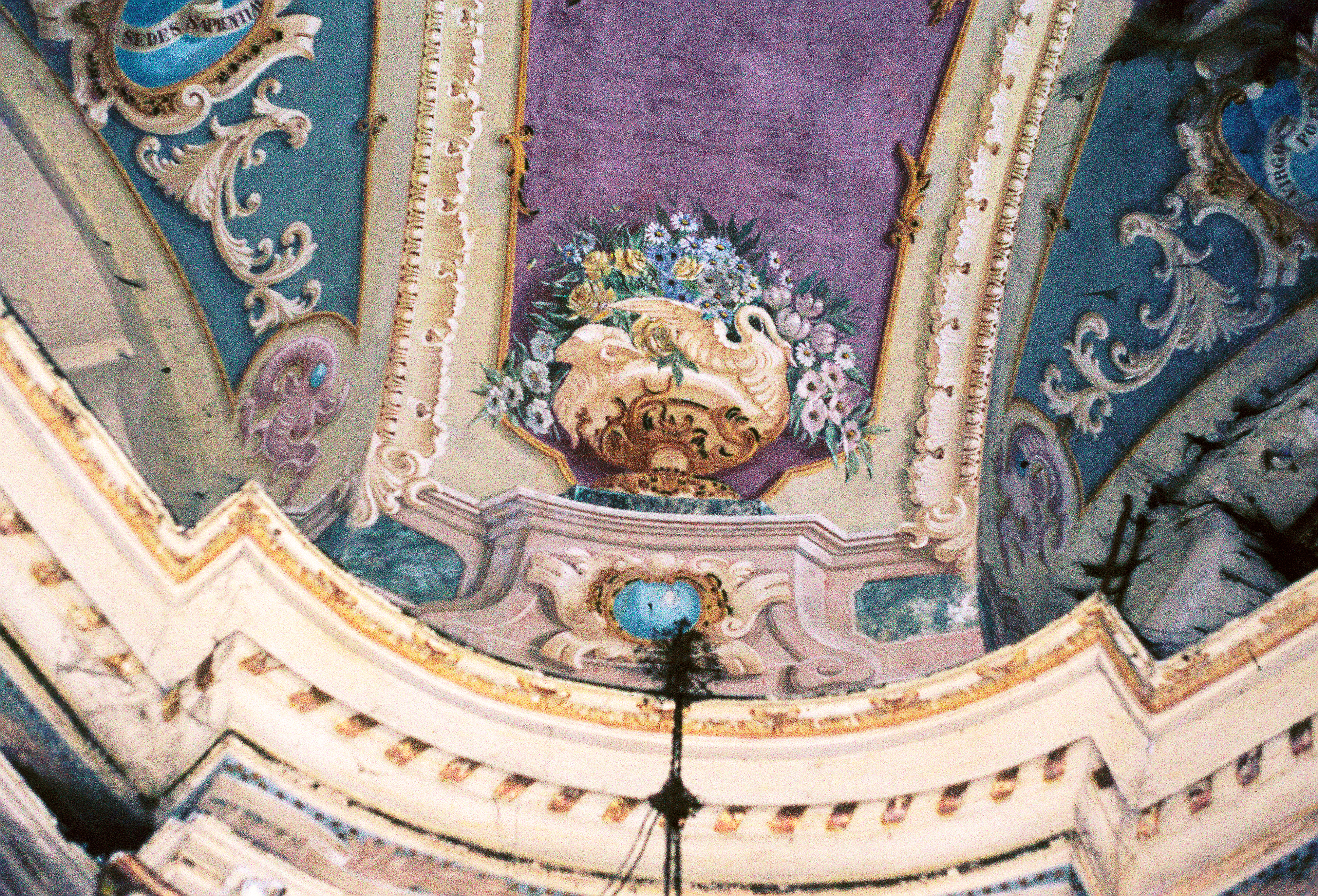
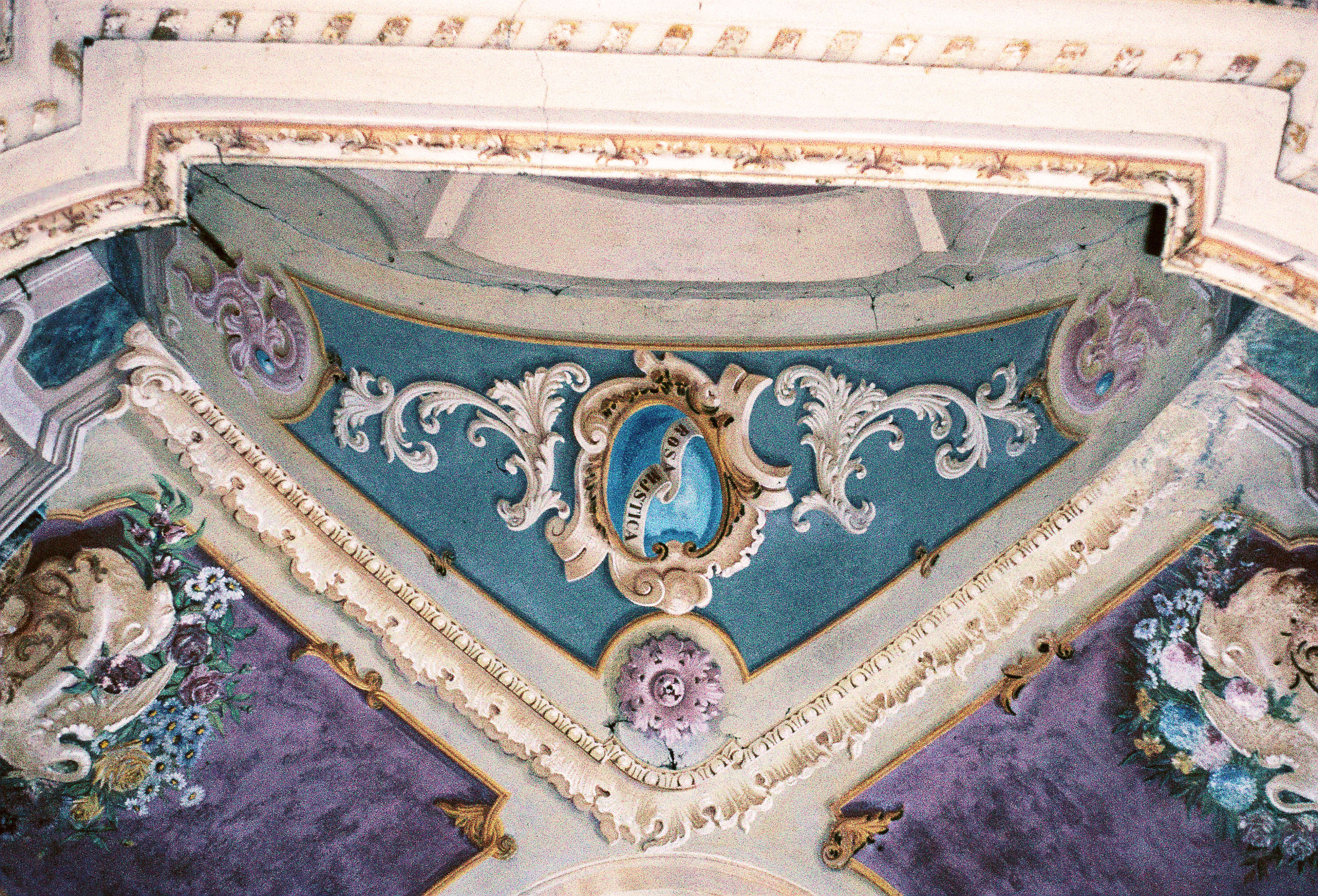
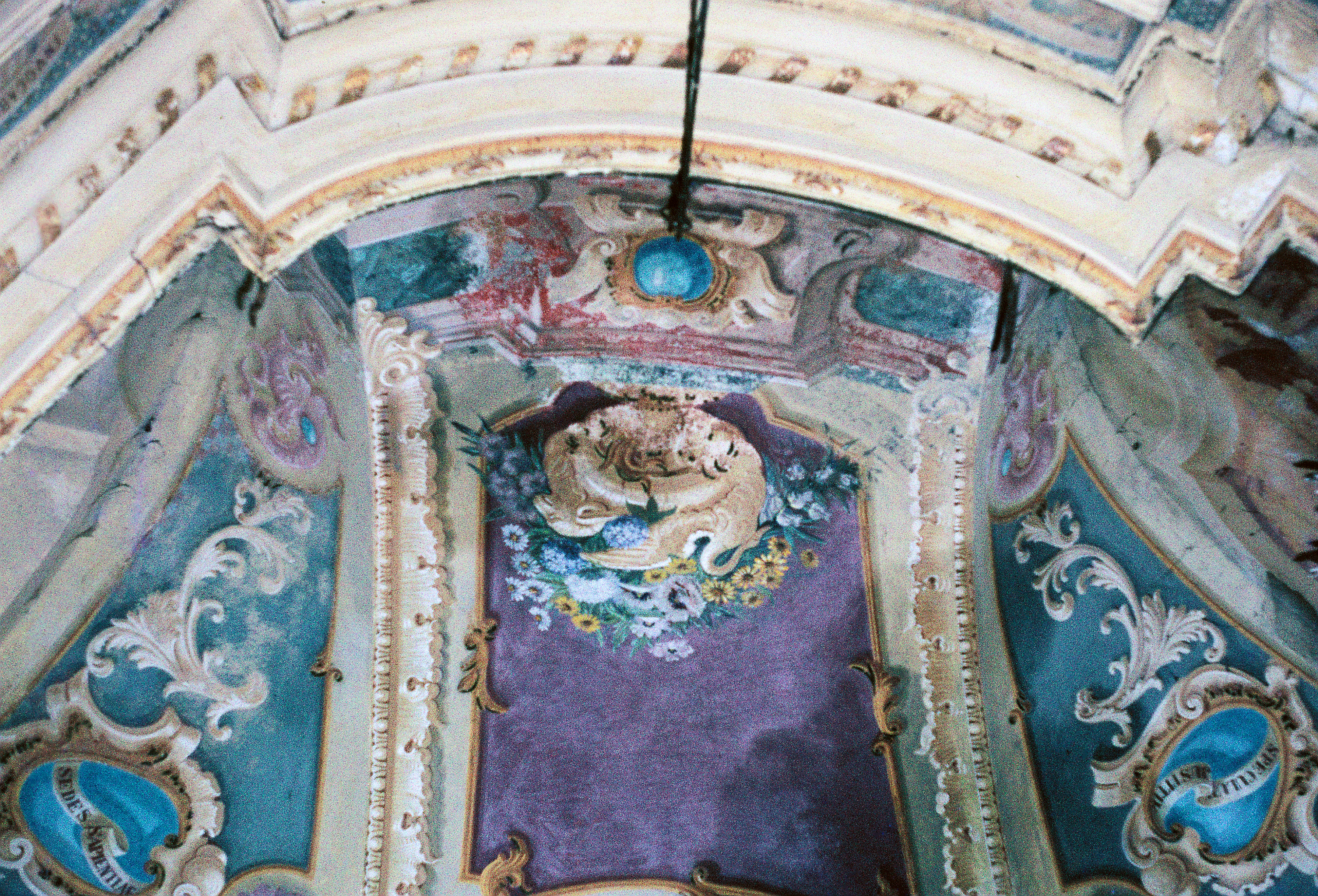
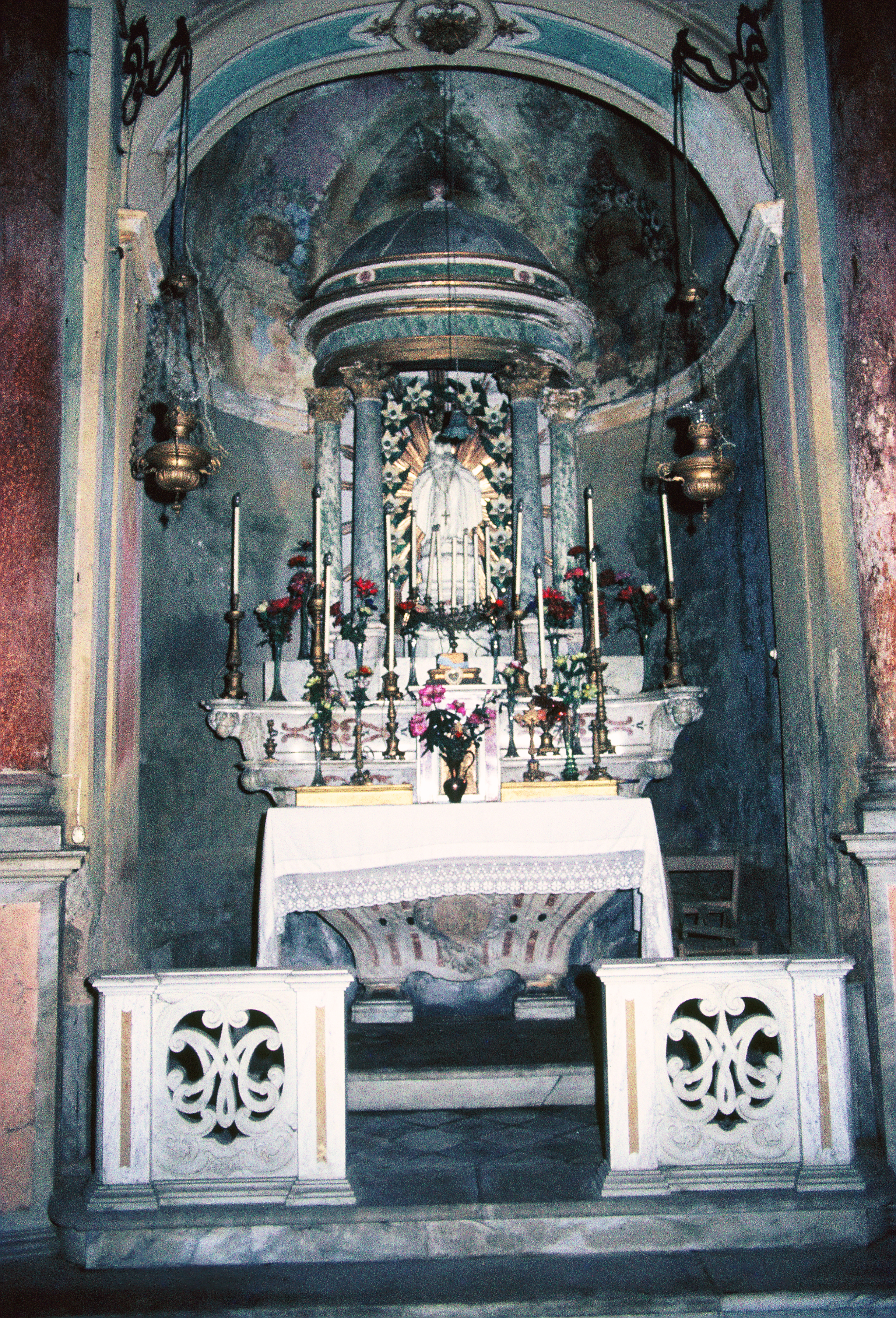
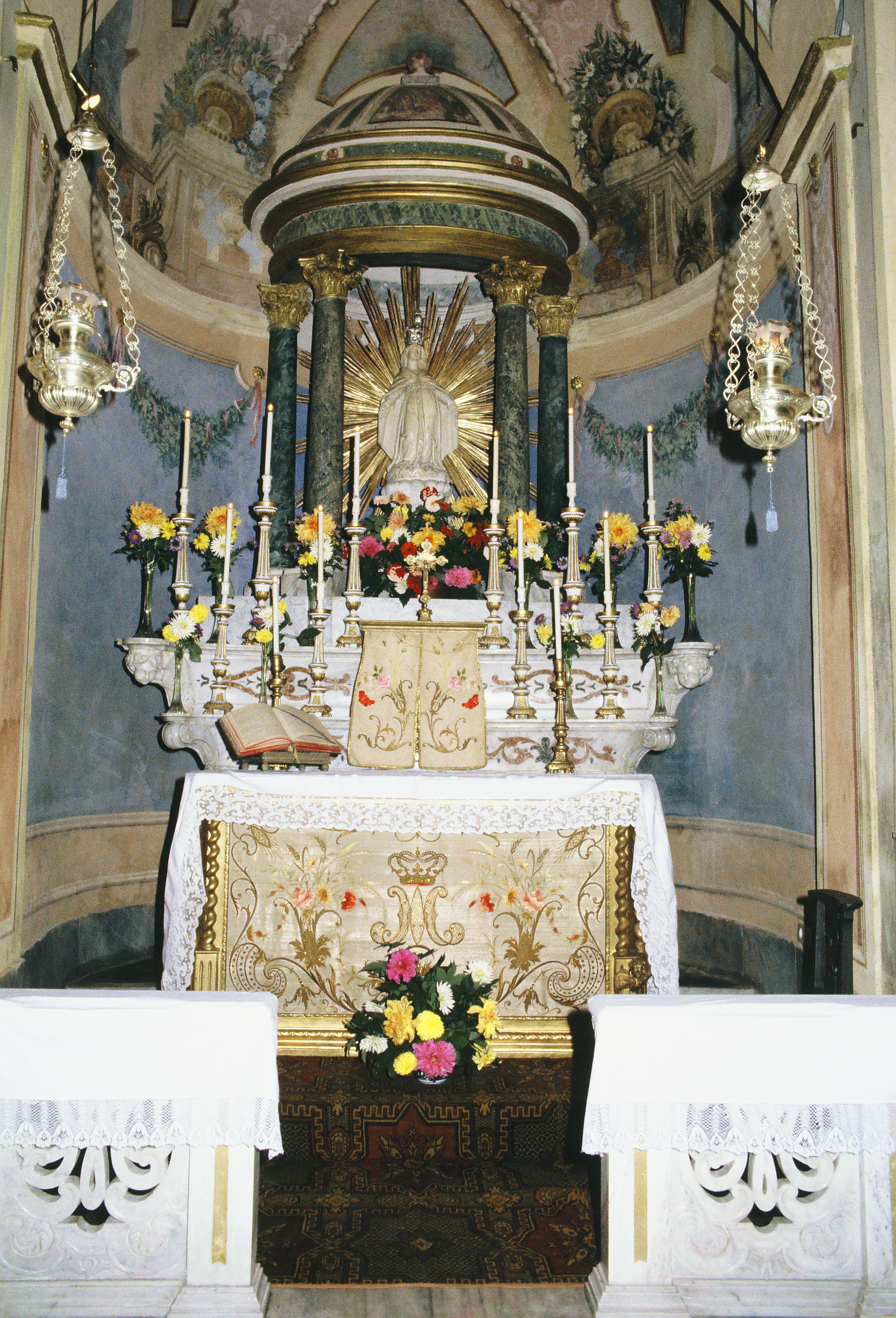
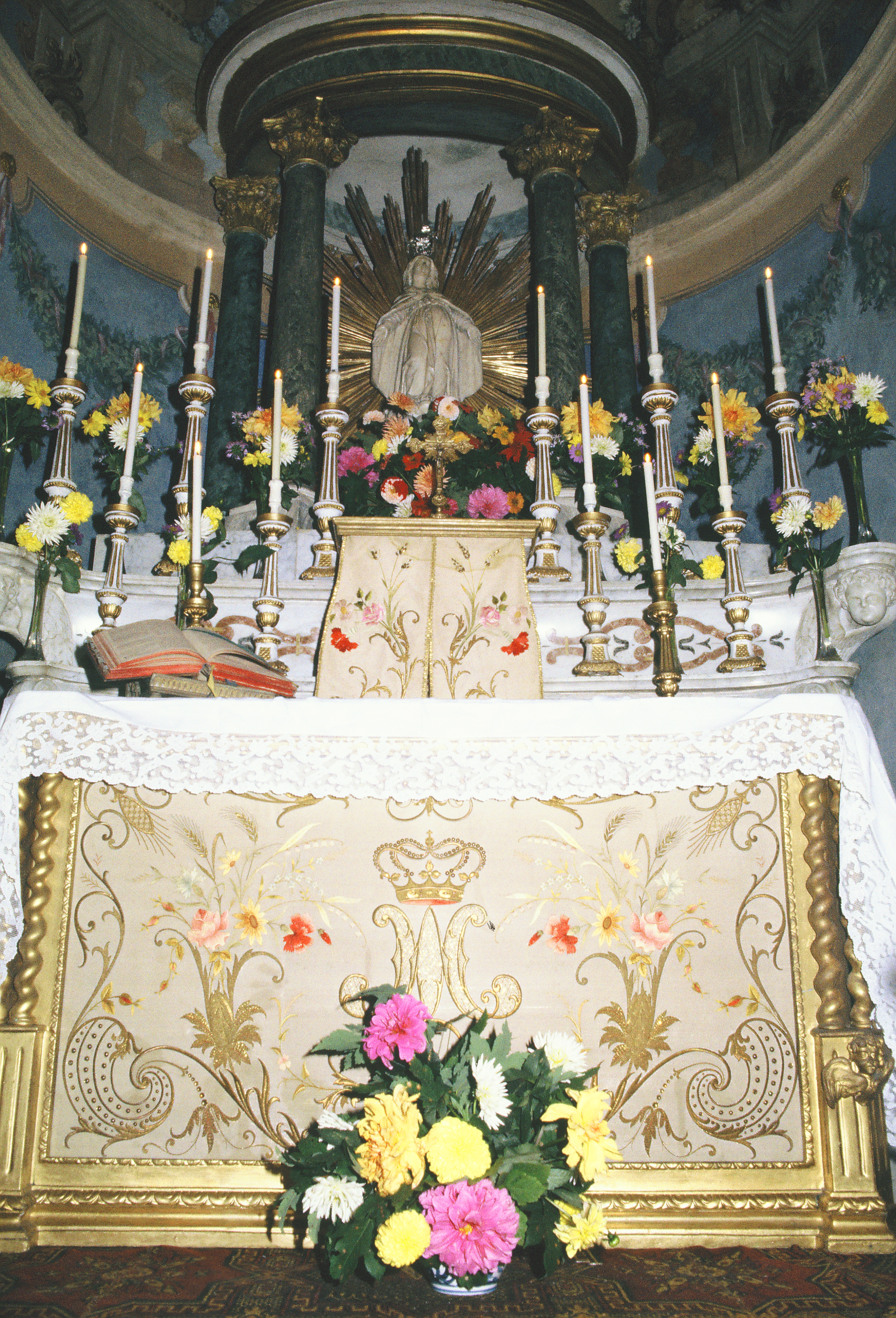
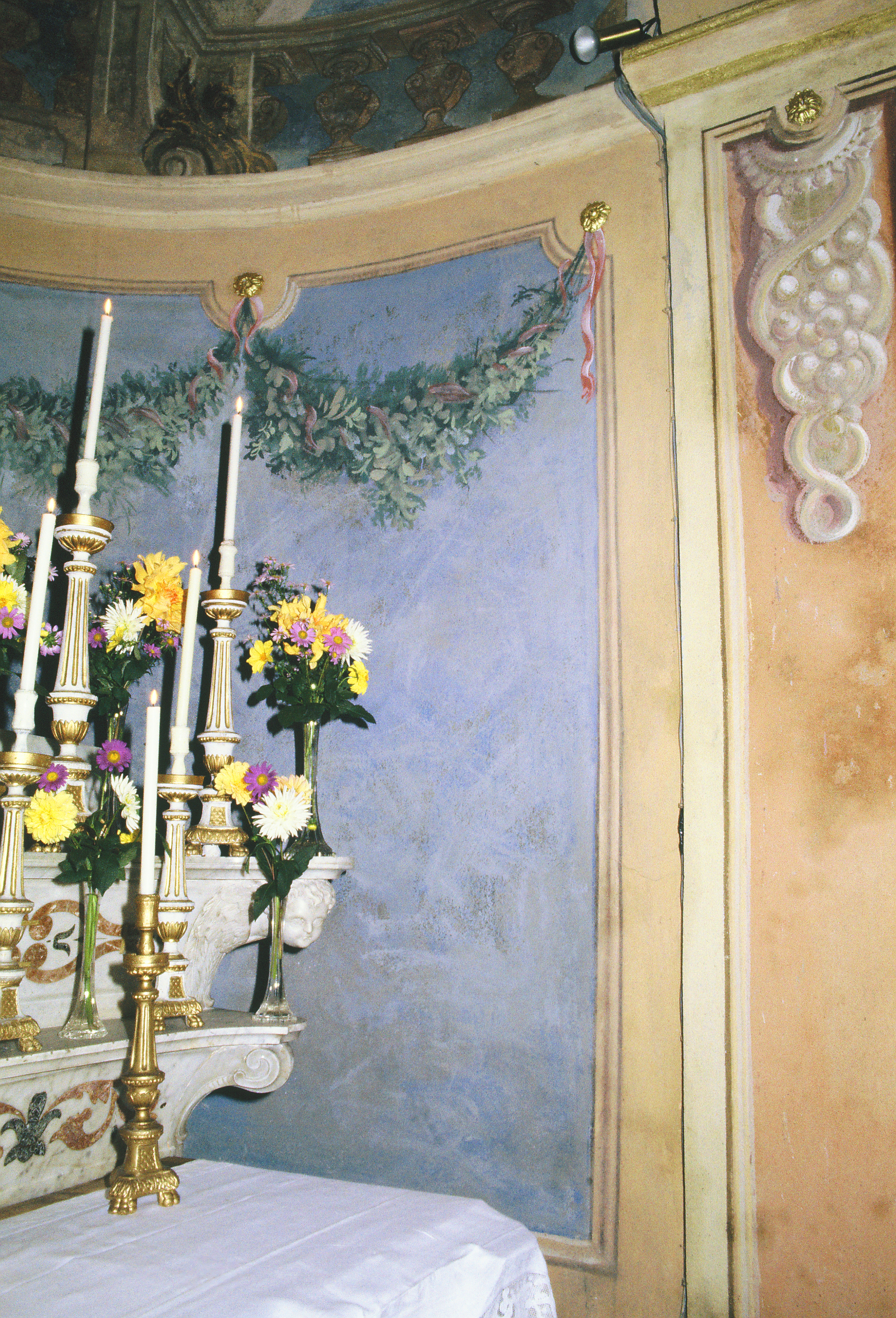
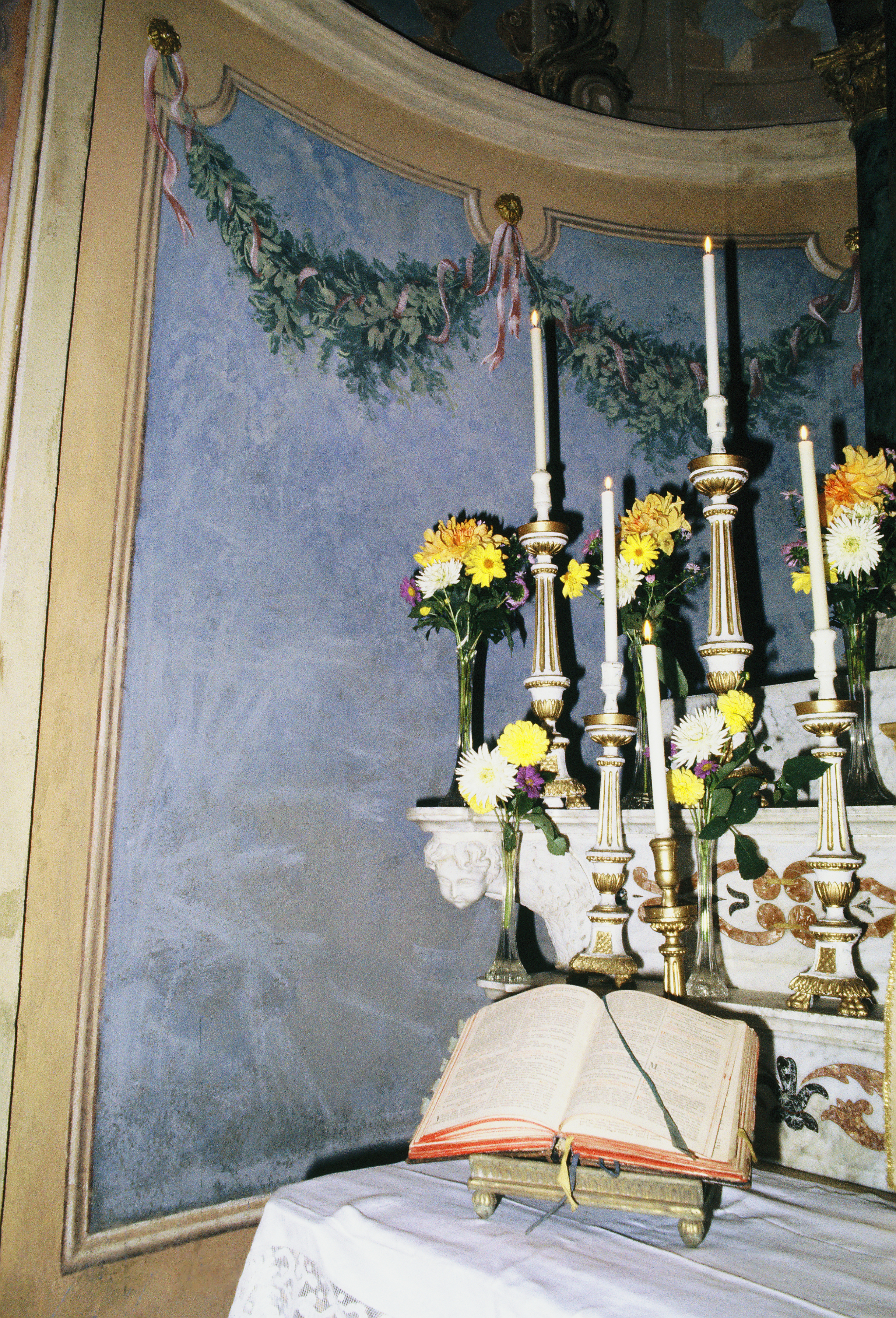